# James Last

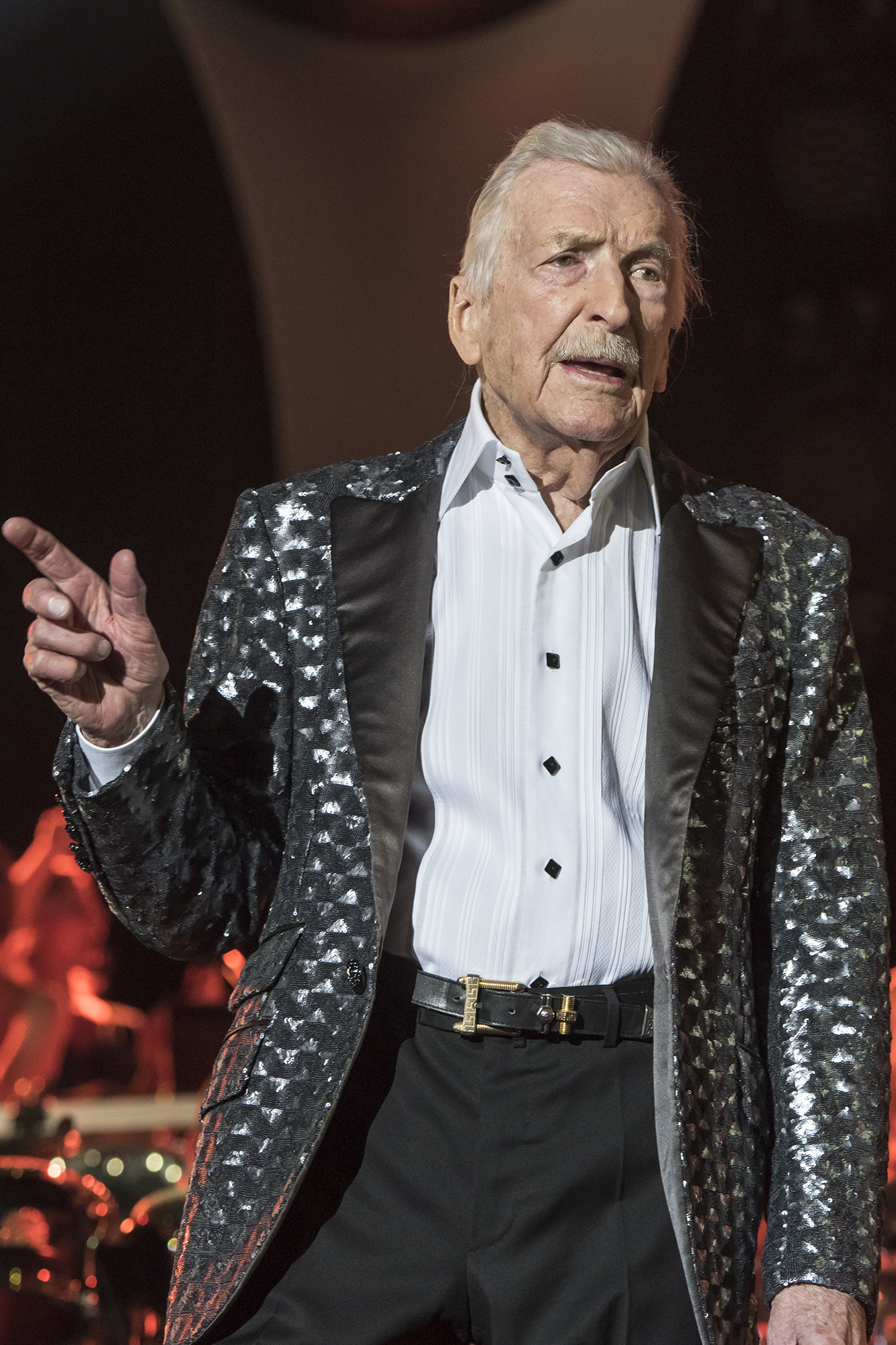
Last in der Festhalle Frankfurt (2015)

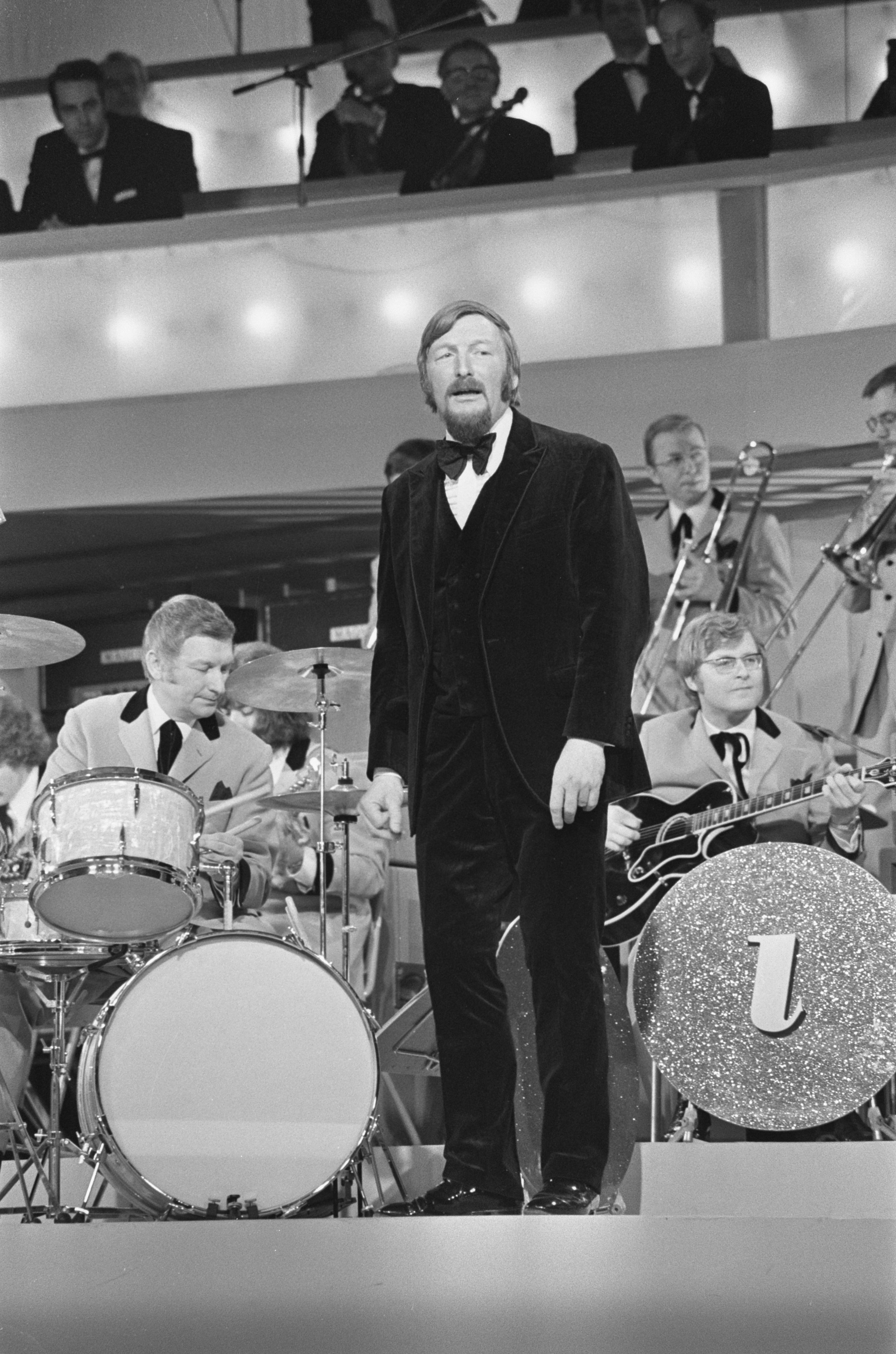
James Last (1970)

James Last (* 17. April 1929 in Bremen als Hans Last; † 9. Juni 2015 in West Palm Beach, Florida, Vereinigte Staaten) war ein deutscher Bandleader, Komponist, Arrangeur und Musikproduzent. Er prägte mit seinem 40-köpfigen Orchester den zur Stilrichtung des Easy Listening gehörenden „Happy Sound“, mit dem er ab 1965 rund zwei Jahrzehnte lang einen so großen Erfolg hatte, dass er zeitweise für nahezu 30 % der Schallplattenverkäufe von Polydor Deutschland sorgte.

## Als Hans Last (bis 1965)

### Kindheit und Elternhaus
Hans Last wurde in der Trinidadstraße 9 in Bremen-Sebaldsbrück geboren. Am 30. September 1931 zog die Familie zur Helmholtzstraße 33 (Bremer Adressbücher 1928 bis 1933, Meldedatei Louis Last im Staatsarchiv Bremen) in Bremen-Sebaldsbrück, wo gerade ihr eigenes Haus fertiggestellt wurde.
Der Vater Louis Last (1889–1971) war in jungen Jahren Seemann und wurde anschließend Beamter bei den Bremer Stadtwerken. Er hatte mit Bernhard, Fred und Minna drei Kinder von seiner in jungen Jahren verstorbenen ersten Frau mit in die zweite Ehe gebracht. Schon bei ihm war die Musik die größte Leidenschaft; so fuhr er mit einem Fahrradanhänger, in dem er Bandoneon und Schlagzeug transportierte, zu Veranstaltungen, um für 4 Reichsmark einen ganzen Abend lang zu spielen.
Die Mutter Martha Last (geb. Rex) (1896–1977) kam aus einer nicht sonderlich musikalischen Familie. Sie gebar mit Robert, Werner und Hans drei Kinder.
Im Gegensatz zu seinen Halbgeschwistern waren Hans’ Brüder Robert und Werner ebenfalls sehr musikalisch, Robert spielte Schlagzeug und Werner Posaune. Im Hause Last gab es außerdem ein altes mechanisches Piano mit herausgenommener Walze, auf dem Hans seine ersten musikalischen Versuche unternahm.

### Heeresmusikschule Bückeburg
Da 1943 kriegsbedingt bereits alle zivilen Ausbildungsstätten geschlossen waren, bestand nur die Möglichkeit, bei der Wehrmacht Musiker zu werden. Last begann 1943 eine Ausbildung bei der Heeresmusikschule in Frankfurt am Main im Stadtteil Riederwald. Er wollte am liebsten Klarinette erlernen, aber man hatte das Fagott für ihn ausgesucht. Als zweites Instrument kam der Kontrabass hinzu. Das Fagott verband Last nur mit dem Barock, es war in seinen Augen nur für die Musik einer längst vergangenen Zeit geeignet, was ihm nicht zusagte. Bevor die Ausbildung begann, wurden die Schulgebäude durch einen Luftangriff zerstört. Last wurde daraufhin zur Heeresmusikschule Bückeburg versetzt.
In Bückeburg wusste man nicht, wer welches Instrument lernen sollte, und so konnte Last als erstes Instrument den Kontrabass bekommen. Die von ihm gewünschte Kombination mit der Klarinette gestattete man aber nicht, zum Bass gehörte immer die Tuba als zweites Instrument. Das Spielen der Tuba fiel Last leicht. Am Bass gefiel ihm, dass er sich in einem Tanzorchester prima mit Schlagzeug und Akkordeon zusammen spielen ließ, den Instrumenten seiner Brüder. Zum Unterricht gehörte auch das Klavierspiel. Das freie Spiel hatte ebenso wenig Bedeutung wie Unterhaltungsmusik, neben Klassik gab es nur Marschmusik.
Die Schule wurde im April 1945 geschlossen, woraufhin die Ausbildungszeit vorzeitig endete. Alle Schüler, die vor dem 1. April 1929 geboren waren, wurden für die letzten Wochen des Krieges noch eingezogen. Hans Last konnte von Minden aus in einem Güterzug nach Bremen fahren, wo er sein Geburtshaus intakt vorfand.

### Als Musiker in Bremen

#### Amerikanische Clubs
Im Juni 1945 wurde Last Berufsmusiker, er spielte auf Bitten US-amerikanischer Besatzungssoldaten in deren Bremer Clubs zunächst Klavier, bis man einen Kontrabass für ihn beschlagnahmte. In dieser Zeit entstand auch Lasts erstes Arrangement, eine Begleitmusik für den Film The Hunters.

#### Radio Bremen

Der Dienstausweis für Radio Bremen

Last schien das Spielen bei den US-Amerikanern kein zukunftssicherer Arbeitsplatz. So wurde er Bassist des Tanzorchesters von Radio Bremen und war dabei, als der Sendebetrieb am 23. Dezember 1945 startete. Im Mai 1947 fand der Name Hans Last erstmals in der Presse Erwähnung, in einer Kritik des Weser-Kuriers über das Orchester. Neben dem großen Tanzorchester existierte eine kleine Besetzung, das Last-Becker Ensemble, das bis auf 13 Mann anwuchs und auf zahlreichen Bunten Abenden spielte.

#### Jazz
Neben Tanzmusik spielte Hans Last Jazz. Sein großes Vorbild war der Bassist Chubby Jackson. Später kam noch der junge Däne Niels-Henning Ørsted Pedersen hinzu, zu dieser Zeit war Last aber schon hauptsächlich als Orchesterleiter tätig und griff nur noch gelegentlich zum Bass. Um 1950 spielten Hans und Robert Last für einige Zeit im Andras-Hartmann-Trio, dessen Aufnahmen auch der Rundfunk ausstrahlte. Last gewann 1950 und in den beiden folgenden Jahren die Wahl des seinerzeit populären Herrenmagazins Die Gondel zum besten Jazzbassisten.
Auf dem ersten Deutschen Jazzfestival 1953 in Frankfurt am Main bildete man aus den besten Spielern die German All Stars mit Paul Kuhn am Piano, Max Greger am Tenorsaxophon, Günter Fuhlisch an der Posaune, Fred Bunge an der Trompete, Franz von Klenk am Altsaxophon, Gerhard Hühns an der Gitarre, Teddy Paris am Schlagzeug und Hans Last am Bass. Das Konzert erschien bei Telefunken als Langspielplatte und wurde von den Kritikern speziell wegen der exzellenten Rhythmusgruppe gelobt.

#### Hans Last Orchester
Auch im Bereich der Tanzmusik war Last erfolgreich. Er schrieb Arrangements sowohl für das Last Becker Ensemble als auch für das große Tanzorchester von Radio Bremen. Er wurde daraufhin gebeten, für Radio Bremen ein Streichorchester zu gründen. So kam es zum Hans Last Orchester. Man spielte zwei Mal in der Woche gegen Honorar live oder für Aufnahmen im Rundfunk. Das Orchester arbeitete bereits mit einem Tonbandgerät, mit dem jede Stimme einzeln mit allen Violinen vier Mal aufgenommen wurde. Dann spielte das Orchester zu den Aufnahmen, sodass die wenigen Streicher, nämlich acht Violinen, zwei Bratschen und zwei Celli, um ein Vielfaches imposanter erklangen. Vorbild war der italienische Orchesterleiter Annunzio Mantovani. Last hatte einen freien Mitarbeitervertrag, Radio Bremen als kleine Sendestation mit wenigen Hörern konnte jedoch nicht viel zahlen. Deswegen gab er die leitende Stellung wieder auf und ging als Orchestermusiker nach Hamburg.

### In Hamburg

#### NWDR-Tanzorchester
1955 heirateten Hans und Waltraud Last und zogen nach Hamburg-Langenhorn. Anlass war eine Anstellung als Bassist im NWDR-Tanzorchester, zunächst als freier, ab Januar 1956 als fester Mitarbeiter des NDR. Das Tanzorchester leitete bis 1980 der Saxophonist und Klarinettist Franz Thon. Es begleitete häufig die Gesangs-Stars jener Zeit, etwa Vico Torriani, Bibi Johns oder Peter Alexander. Die Erfahrungen mit den Sängern konnte Last später als Produzent nutzen. Last schuf auch Arrangements, etwa für Franz Thon und Alfred Hause. Während er bei Radio Bremen 75 DM für ein Arrangement erhalten hatte, waren es in Hamburg 150 DM, später für ein großes Arrangement manchmal auch schon 450 DM.

#### E-Bass
In dieser Zeit spielte Last zwar noch hauptsächlich einen akustischen Bass, hatte aber als einer der ersten
Musiker Deutschlands bereits einen E-Bass. Es war das Modell EB-1 der Gibson Guitar Corporation.

#### Helmut Zacharias, Harry Hermann und Michael Jary
Für Helmut Zacharias, der vom Jazz zur populären Unterhaltungsmusik gewechselt war, schuf Last ebenfalls Arrangements. Er war auch eine Zeit lang mit ihm in Europa unterwegs. Zacharias tourte zwar mit einem großen Orchester, verstärkte aber dennoch den Bass: Last nahm sämtliche Titel vorab nachts in der Hamburger Musikhalle auf. Im Konzert hatte er einen Kopfhörer auf und doppelte seine eigene Aufnahme, wobei das Tonbandgerät deutlich sichtbar auf der Bühne stand.
Das größte Hamburger Orchester leitete Harry Hermann, es bestand aus dem Tanz- und dem Rundfunkorchester des NDR. Hermann war zuvor Bratschist bei den Wiener Philharmonikern gewesen, entsprechend üppig sahen seine Klangvorstellungen aus. So begeisterten ihn die Tonbandaufnahmen sehr, die ihm Last aus seiner Bremer Zeit vorstellte. Er konnte kaum glauben, dass sie mit so wenigen Instrumenten erzeugt worden waren. Daraufhin durfte Last für ihn als Arrangeur arbeiten und genoss dabei große Freiheiten, Schallplatten-Produzenten interessierten sich jedoch nicht dafür.
Für Michael Jary arbeitete Last ebenfalls. Mit ihm fuhr er zu den Premieren des Films Wie werde ich Filmstar mit Nadja Tiller und Theo Lingen. Jary hatte die Musik für den Film geschrieben und deshalb fuhr Last mit zu den Filmpremieren der großen Lichtspielhäuser; dabei bestand das Vorprogramm aus der Darbietung einiger Musikstücke aus dem Film.

#### Umzug und Familiengründung
Die Festanstellung erlaubte es Last, in eine größere Wohnung im Stadtteil Uhlenhorst umzuziehen. 1957 wurde Tochter Caterina geboren, 1958 Sohn Ron. 1960 folgte der Kauf eines Reihenhauses in Hamburg-Langenhorn. Im Keller des Hauses richtete Last einen eigenen Arbeitsraum ein. Das ausgedehnte Partyleben in der Wohnsiedlung am Holitzberg inspirierte Last zu Non Stop Dancing.

#### Weitere Auftragsarbeiten als Arrangeur
Harry Hermann bat Last um ein Arrangement zum Thema Alaska anlässlich dessen Erklärung zu einem Bundesstaat der USA im Jahr 1959. Ausgangspunkt waren 16 Takte von Lotar Olias, dem Komponisten Freddy Quinns. Das Werk wurde unter dem Namen „Olias“ veröffentlicht. Last bekam auf Nachfrage nachträglich noch 1000 DM und die Zusage für weitere Arbeiten. Er arrangierte zahlreiche Titel, darunter Die Gitarre und das Meer, Heimweh nach St. Pauli und den großen Erfolg Junge, komm bald wieder. Der Erfolg sprach sich schnell herum, so fragten unter anderen Lale Andersen, Fred Bertelmann, Margot Eskens, Brenda Lee, Wencke Myhre (siehe Album Wencke Myhre), Lolita, Caterina Valente und Hanne Wieder nach Arrangements von Last.

#### Erste Schallplatten
Aus den vielen Arrangements ergaben sich Kontakte zu der Schallplattenfirma Polydor, die unweit des NDR-Funkhauses residierte. Das führte zu den ersten Schallplattenaufnahmen unter Lasts eigenem Namen. Zwei Langspielplatten hießen Die gab’s nur einmal (1963) bzw. Die gab’s nur einmal Folge 2 (1964). Die Platten enthielten als Potpourri Schlager der 1940er und 1950er Jahre und nannten als Interpreten Hans Last und die Rosenkavaliere. Eine weitere LP, 1963 unter dem Namen Orlando veröffentlicht, hieß Musikalische Liebesträume. Diesmal handelte es sich um mitunter auch klassische Kompositionen mit bereits abgelaufenen Rechten, was Last höhere Tantiemen einbrachte. Songs für Mündige (1965) war eine von zwei Kabarett-Platten mit frivolen Liedern und Moritaten, komponiert von Lotar Olias mit Texten von Fritz Graßhoff, vorgetragen u. a. von Ernst Stankovski, Edith Hancke, Inge Meysel, Gustav Knuth, Mal Sondock und Hanne Wieder. Last schrieb die Arrangements und begleitete mit dem Orchester Hans Last. Den Platten war aber kein großer Erfolg beschieden.

## Als James Last (seit 1965)

### Polydor

#### Zusammenarbeit
Der NDR bot Last eine Anstellung auf Lebenszeit, doch dieser fürchtete bei einem derart geregelten Leben um seine Kreativität und ließ sich beurlauben, ohne genau zu wissen, was folgen würde. Damit endete seine zehnjährige Zeit als Bassist beim NDR. Er setzte bei Polydor die Pläne zu einem Album durch, das schließlich alle Erwartungen übertraf. Noch in den 1960er Jahren geriet sein Happy Sound zu einem großen Erfolg.
Seitens Polydor sorgten vor allem zwei Personen für die sehr guten Verkaufszahlen, Ossi Drechsler von der Abteilung Artist & Repertoire sowie Werner Klose vom Marketing. Last erhielt als einziger Künstler bei Polydor ein eigenes Büro mit Sekretärin und konnte am 2. Dezember 1973 bereits seine 100. Goldene Langspielplatte in Empfang nehmen. Das war ein außergewöhnlicher Erfolg, den noch kein Künstler zuvor erreicht hatte, auf Platz zwei und drei folgten damals Elvis Presley mit 76 Goldenen Schallplatten sowie die Beatles mit 58 Goldenen Schallplatten. Inzwischen wurden über 80 Mio. Tonträger von Last verkauft.
Last veröffentlichte bis zu zwölf Alben pro Jahr. Gewöhnlich dirigierte er tagsüber im Studio Rahlstedt und arbeitete abends zu Hause in seinem Arbeitsraum die Partituren aus, im Schnitt einen Titel pro Tag.

„Ich hab einmal gesehen, wie der notiert: so wie wir mit der Hand einen Brief schreiben!“

„Zu dem Zeitpunkt wurden zwölf LPs pro Jahr produziert, daneben natürlich zwölf Fernsehsendungen gemacht, mindestens, für das ZDF, und ein oder zwei Tourneen. Das heißt, zu dem Zeitpunkt ab Mitte der siebziger Jahre, wo ich dann dabei war, verbrachten wir jeden Tag im Studio oder auf Tournee.“

Für das Erstellen der Notenblätter war der Posaunist Detlef Surmann als Notenkopist zuständig, wobei die Papierstapel gewöhnlich mit dem Taxi hin- und hergefahren wurden.

„Ich hatte die Partitur bekommen, die Hansi geschrieben hatte. Er hat einen Titel geschrieben und da sind alle Instrumente aufgezeichnet worden, was die zu spielen haben. Und die habe ich rausgezogen. Jede Note einzeln für jedes Instrument. Damals gab es noch keine Fotokopierer, die Duplikate musste ich selber schreiben. [...] Da habe ich dran gesessen, manchmal nächtelang.“

Mitunter mussten mehrere Alben parallel produziert werden. Dann kam es vor, dass das Einspielen schon begann, obwohl noch gar nicht alle Instrumente arrangiert waren, oder dass der Chor für eine LP sang und zur selben Zeit die Streicher für die nächste spielten.

#### Namensänderung
Bei der Vorbereitung der Veröffentlichung von Non Stop Dancing '65 für den internationalen Markt entschied sich die Plattenfirma Polydor für den Künstlernamen James Last. Dieser Name wurde bald auch in Deutschland gebräuchlich, während Last in England letztlich mit Hansi angesprochen wurde.
James ist die englische Form von „Jakob“, während „Hans“ als Kurzform von „Johannes“ dem englischen John entsprochen hätte.

#### Plattencover

Die Schattenschrift kommt in unterschiedlichen Farben auf den Alben vor

Für die Schallplatten gestaltete man den Schriftzug James Last mit einer Schattenschrift; ursprünglich nur, um ihn besser lesen zu können, wurde er ein Markenzeichen. Zu Lasts Unverständnis wurde der Schatten Ende der 1980er Jahre entfernt, jedoch ab 1999 wieder eingesetzt.
Die ersten James-Last-Alben zeigten bevorzugt Frauen auf der Plattenhülle. 1968 befand man bei Polydor dann, Last müsse bekannt gemacht werden, und bildete ihn nun auf den meisten Alben, beginnend mit Rock Around me!, in einem zum Thema passenden Kostüm ab.

#### Veränderungen
Ab etwa 1985 veränderte sich das Ansehen Lasts bei Polydor. Ossi Drechsler und Werner Klose hatten das Unternehmen verlassen und neue Mitarbeiter kamen in leitende Funktionen, die Last für ein Auslaufmodell hielten. Mit einem Umzug der Firma verlor Last sein Büro. Für seine Produktionen stand immer weniger Geld bereit, wodurch es für ihn immer schwieriger wurde, das Niveau zu halten. In den 1990er Jahren stand das Studio in Rahlstedt nicht mehr zur Verfügung. Last erwog, seine Plattenfirma zu wechseln, aber damals sah die Rechtsprechung die Verfügung über die Werke mehr beim Verlag als beim Künstler. So hätte man viele Wiederveröffentlichungen auf den Markt bringen müssen und dem Verkauf neuer Alben damit geschadet.

### Fernsehauftritte
Seinen ersten Auftritt im deutschen Fernsehen hatte Last während der Starparade am 14. März 1968 bei einer Liveübertragung aus der Siegerlandhalle in Siegen. Für die Starparade schrieb er auch die Titelmusik, ebenso für die Nachfolgesendung Show-Express. Nach deren Einstellung im Jahr 1982 kam es zu keinen weiteren regelmäßigen Auftritten, da die Fernsehschaffenden inzwischen erwarteten, dass die Künstler wegen des Werbeeffekts mit unbedeutender Gage auftraten, was sich zwar bei Einzelinterpreten, nicht aber bei einem vierzigköpfigen Orchester realisieren ließ. Von nun an gab es nur noch gelegentlich Specials zu sehen wie Nimm mich mit Käpt’n James auf die Reise, Viva España, James Last spielt Bach, In Scotland, James Last im Allgäu oder Mein Miami.
Außerdem wurden ganze Konzerte im Fernsehen übertragen, so zum Beispiel 1974 das Benefizkonzert in Berlin vor dem Rathaus Schöneberg mit 60.000 Besuchern, eine Show aus der Royal Albert Hall 1978 oder das Konzert auf der Berliner Waldbühne 1982 gemeinsam mit Freddy Quinn.
Im April 2004 zeigte das ZDF anlässlich seines 75. Geburtstages eine auch auf DVD erschienene James-Last-Kultnacht.
2007 war Last kurz in dem Musikvideo Vom selben Stern von Ich + Ich zu sehen.

### Privatleben

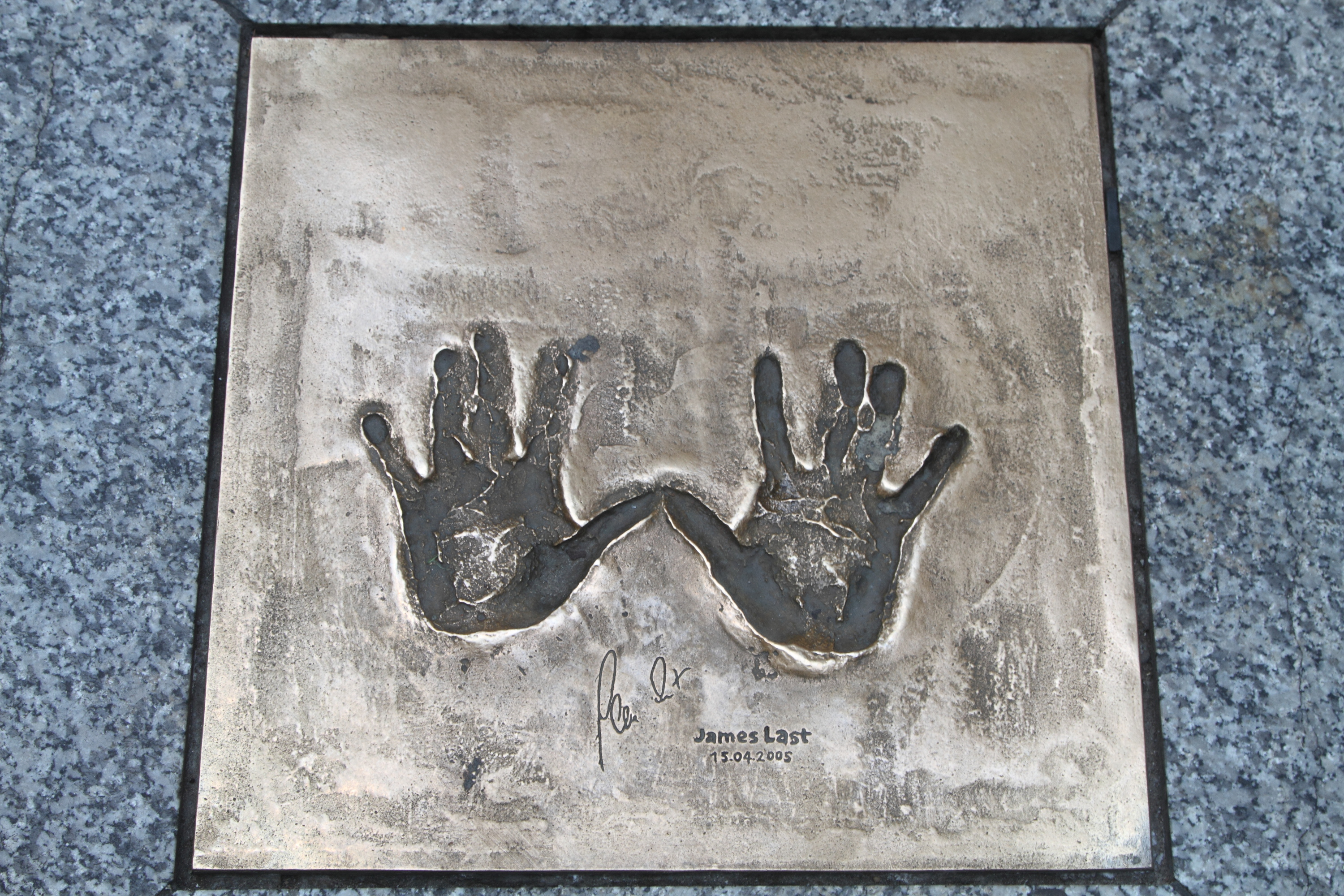
Abdruck der Hände in der Lloyd-Passage

#### In Hamburg
Last ließ in der Straße, in der er wohnte, ein neues Haus errichten. Es war für die mittlerweile in Bussen anreisenden Fans weniger gut von der Straße aus einsehbar. Das bisherige Haus bezog Lasts Bruder Werner.

„Die Singles, die neu in die amerikanischen Charts gekommen sind, die wurden uns mit einem Postservice immer zugeschickt. Und für Non Stop Dancing war immer die Aufgabe, darauf zu wetten, welche Titel zum Erscheinungsdatum der Non Stop Dancing in Deutschland in den Charts ist. Und da haben wir sehr sehr großen Erfolg eigentlich damit gehabt mit diesen Wetten. Und das hab ich mit ihm schon mehr oder minder als Spiel gemacht, seit ich acht Jahre alt war.“

Ron beriet zunehmend seinen Vater.

#### Urlaub
Last verbrachte die Schulferien im Winter immer in Obergurgl und im Sommer auf einem Campingplatz auf Sylt, zunächst in einem Zelt, später in einem Wohnwagen. In beiden Orten feierte man ausgiebig Partys, wobei die Strandszenen auf den Beachparty-Alben daran erinnerten. Die Zeit der langen Urlaube auf Sylt endete im Sommer 1970.

#### Florida
Last zog in den 1980er Jahren nach Florida und richtete dort ein eigenes Tonstudio ein. Auf der Rückkehr vom letzten Sylt-Urlaub hatte Last beschlossen, einen Umweg über Düsseldorf zu machen, um dort einen sportlichen Wagen zu kaufen. Seine Frau Waltraud sollte ihn dann zur Erstinspektion bringen. Dabei erlitt sie einen schweren Unfall auf der Autobahn, bei dem sie aus dem Fahrzeug geschleudert wurde und der Auspuff sie schwer verbrannte. Wegen der großen Brandnarben mochte sie nun keinen Strand mehr besuchen, woraufhin das Paar den Sommerurlaub 1971 auf einem Boot verlebte. Die ausgewählte Jacht musste in Fort Lauderdale übernommen werden. Schließlich kauften sie dort ein Haus. Das Boot verkauften sie später wieder und verbrachten die Ferien von nun an in Florida, wo sie dreimal umzogen.

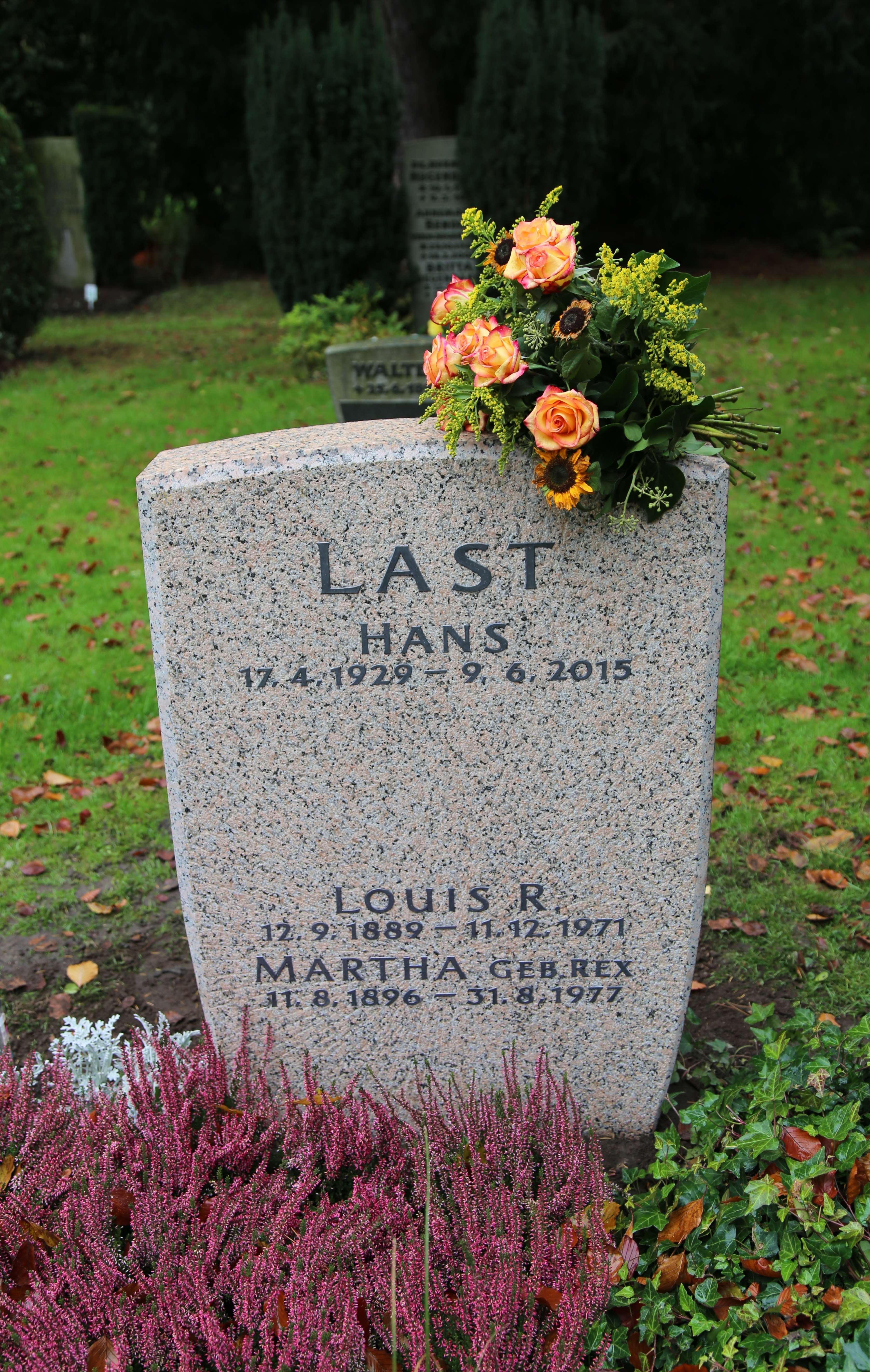
Grabstein von James Last auf dem Friedhof Ohlsdorf

Lasts Frau Waltraud starb 1997. Seine langjährige Bekannte und 30 Jahre jüngere Vermögensberaterin Christine Grundner wurde seine zweite Ehefrau.
Nach kurzer schwerer Krankheit starb James Last im Juni 2015 im Alter von 86 Jahren in Florida. Beerdigt ist er im Familiengrab auf dem Hamburger Friedhof Ohlsdorf.

#### Finanzielle Schwierigkeiten
James Last erlangte kein so großes Vermögen, wie es seine immensen Plattenverkäufe nahelegen könnten. Er wurde Opfer einiger Anlagebetrüger, beginnend mit seinem Steuerberater. Er kaufte Ölbohrtürme, Weingüter und Baumwollfelder in den USA als Abschreibungsobjekte. Als er 1985 seine Weingüter besuchen wollte, stellte sich heraus, dass keines der Projekte existierte. Daraufhin entfielen die Steuervergünstigungen, und es kam zu großen Nachforderungen. Last konnte nur mit Mühe davon abgehalten werden, seine Verlagsrechte zu verkaufen. Er nahm einen Kredit bei der Hamburger Sparkasse auf und war erst kurz vor seinem 70. Geburtstag wieder schuldenfrei.

### DerHappy Sound

#### Anfänge
Zu Beginn orientierte sich Last an Bert Kaempfert und hatte versucht, mit der gleichen Besetzung den gleichen Klang zu erzeugen:

„… so geschickt auch wieder im Arrangement, dass ich heute schon gar nicht mehr weiß, die ersten Aufnahmen mit Last, ob sie jetzt nun von Kaempfert oder von Last sind …“

Daraus entstand dann der eigene Sound, den man bereits auf Non Stop Dancing ’65 hören konnte.
Die Standardbesetzung des Orchesters bestand aus vier Trompeten, drei Posaunen, zwei Saxophonen oder Flöten, Piano oder Orgel, zwei Gitarren, Bass, Schlagzeug, Percussion, Streicher und Chor. Das Arrangement erweckte den Eindruck, es würde unisono gespielt. Tatsächlich sind viele Passagen aber mehrstimmig gehalten. Gitarre und Bass können sich im Rahmen der Harmonien frei entfalten, und auch die Bläser dürfen etwas improvisieren, wobei sie durch das lange Zusammenspielen einen perfekten Klang entstehen lassen.

#### Arrangement
James Last konzentrierte sich bei seinen Arrangements immer auf das Wesentliche, seine Kunst lag vor allem im Weglassen. Niemals spielte der Gedanke eine Rolle, alle Instrumente im Orchester müssten gleichmäßig beschäftigt sein.

„Er hat diese Original-Songs akribisch analysiert, hat genau geschaut, was macht diesen Song jetzt zum Hit. Und er hat das adaptiert für die Art wie er arrangieren konnte und wie seine Musiker spielen konnten.“

„Er hat jedes einzelne Instrument so arrangiert, dass es auf den Mann zugeschnitten war.“

Aufgrund der Nähe der Streichinstrumente zur menschlichen Stimme behandelte James Last sie entsprechend. Er gab ihnen die gleichen Phrasierungen und Atembögen wie den Sängern:

„Wir müssen alle atmen, und wenn man dies bei den Streichern übersieht, leiert die Musik dahin, dann fehlt der Nerv, die Intensität. Ich lasse die Unterstimmen über den eigentlichen Notenwert hinwegklingen, überhängend sozusagen, sodass über der Melodie noch eine Harmonie liegt, die sich dann etwa in den Bässen fortsetzt. Daraus ergibt sich ein Nachhallklang, der nicht aus der Raumakustik entsteht, sondern schon in der Partitur notiert ist: Eben das ist charakteristisch für den Last-Sound und macht unsere Streicher unverwechselbar.“

Für die Stimmungsplatten folgte James Last dem Grundsatz, eine LP müsse so kompakt wie eine Single wirken, und ließ deswegen einen Titel in den nächsten übergehen – die Hörer sollten gar nicht erst auf den Gedanken kommen, die Nadel anzuheben.

#### Die Sitzordnung der Musiker
Die ersten Schallplattenaufnahmen fanden noch mit einem einzigen Stereomikrofon statt. Dabei waren die Musiker nach einem von Last präzise durchdachten Konzept angeordnet, das fortan auch für alle Konzertauftritte galt: Mitten unter dem Mikrofon befanden sich Basslautsprecher, Gitarre und Schlagzeug; daneben links die Oboe und rechts die Flöte. Wiederum daneben saßen für den Stereoeffekt auf beiden Seiten eine oder zwei Trompeten, wobei die linken mit einer Phrase begannen und die rechten diese etwas modifiziert wiederholten. Dahinter befanden sich in einem Halbkreis zunächst die Streicher und dann der Chor.

#### Toningenieur Peter Klemt
Einen bedeutenden Anteil am Klangbild hatte der langjährige Toningenieur Peter Klemt. Er sorgte bei Konzerten dafür, dass das Orchester wie von der Schallplatte klang. Klemt hatte das Polydor-Studio in Paris von Mono auf Stereo umgerüstet. Zurück in Hamburg, wurde er für sämtliche Bandleader bei Polydor zuständig. Mit der ersten Produktion wurde er auch der ständige Toningenieur von James Last und begleitete das Orchester auf seinen Tourneen.
In den 1990er Jahren übernahm Lasts Sohn Ron die Aufgabe des Toningenieurs.

#### Das Aufnahmestudio in Hamburg
In Hamburg-Rahlstedt hatte die Muttergesellschaft von Polydor – die Deutsche Grammophon – in einer Halle ein Studio für E- und U-Musik eingerichtet. Man passte die Räumlichkeit ganz an die Bedürfnisse der U-Musik an, mit großen verstellbaren Resonanzkästen und flexiblen Trennwänden, um Instrumentengruppen akustisch isolieren zu können. Der Aufnahmeraum war mit 50 m × 25 m Grundfläche und 15 m Höhe geräumig, sodass man mit unterschiedlichen Abständen zum Mikrofon experimentieren konnte. Außerdem gab es einen gekachelten Raum mit Lautsprecher und Mikrofon, mit dem man von einzelnen Instrumenten Hall erzeugen konnte. Das Studio stand Last praktisch rund um die Uhr zur Verfügung, sodass er ständig neue Ideen ausprobieren konnte.

## DasJames-Last-Orchester

### Bühnenshow
Dem James-Last-Orchester gelang es, seine Bühnenauftritte interessant zu gestalten:

„Ich hatte die besten Jazzer der Welt in meiner Band. Die nehmen ihr Saxophon, spielen, das Solo ist zu Ende, sie legen das Sax beiseite – Ruhe. Dann der Nächste: Posaune – Solo – danach wieder Ruhe. Bei dir kann man von links nach rechts schauen, von oben nach unten, es ist immer was los, die Leute haben immer was zu sehen.“

Die Bedeutung von Show-Einlagen kannte Last bereits als junger Musiker: Nicht nur, dass es immer gut ankam, wenn er besonders effektvoll seinen Bass spielte. Im Orchester Karl-Heinz Becker hatte er einmal an der Stelle, an der alle Musiker „Yeah“ zu rufen hatten, seinen Notenstapel genommen und in die Luft geworfen, was beim Publikum derart gut ankam, dass der Veranstalter um Wiederholung bat.
Der Schneider der James-Last-Band war Charly Cisek. Cisek wollte eigentlich Opern-Gewandmeister werden, machte sich dann aber selbständig. Zu seinen Kunden gehörte seit 1962 auch Last. Cisek kleidete stets die Band ein und war seit den 1980er Jahren auch mit auf den Tourneen.

### Bandleben
Last hielt das Wohlbefinden seiner Musiker für sehr wichtig. So ließ er im Studio Rahlstedt eigens eine Küche einbauen und eine Köchin anstellen. Mit den Musikern fuhr er auch häufig einige Tage in den Urlaub. Um auch die Familien der Musiker teilhaben zu lassen, entstand im Dorf Fintel vor den Toren Hamburgs ein Freizeitzentrum. Bei der Grundsteinlegung wurde eine Goldene Schallplatte in den Kamin eingemauert und im September 1973 fand die Einweihung statt. Die Einrichtung bestand aus einem sehr großen Wohnzimmer mit Quadrophonie-Musikanlage, acht angrenzenden Doppelzimmern mit Bad, stets wohlgefüllter Speisekammer und ebensolchem Weinkeller. Jeder Musiker bekam einen Schlüssel, um das Anwesen nutzen zu können. Es kamen auch Freunde der Band zu Besuch, etwa Peter Maffay, Udo Lindenberg oder Otto Waalkes.

„James Last war ein ziemlich offenes Orchester [...] nicht so zack, zack, hier kommt der Obergeneral-Musikmarschall oder so, das war locker, leger, das war neu an denen.“

Bei einer Tournee wollte James Last immer, dass alle auch nach dem Konzert noch zusammenbleiben:

„Wenn wir in ein Hotel kamen, hat er quasi das Hotel annektiert. Er hat erst einmal gesagt: Guten Tag, ich bin Hansi! Wie lange hat die Bar auf? Was? Ne, die hat die ganze Nacht auf! So, und er hat erst einmal dafür gesorgt, dass das Hotel unseres war.“

„Wann James Last und das Orchester in eine Bar kamen, war ab dann Schluss für alle, die da waren: Alle Getränke, die ab dann getrunken wurden, gingen auf den Deckel von James Last. Wer in der Bar saß, war völlig egal, Kegelclubs oder was auch immer.“

„Und dann haben wir gesagt: Mensch, das ist doch auch ein bisschen zu viel. Dann hat er gesagt: Ach mach dir keine Sorgen, morgen steht der Sack von der GEMA wieder vor der Tür. Weil er natürlich wahnsinnig viel GEMA kriegt, dadurch, dass er alles selber arrangiert hatte.“

### Konzerte

#### Erste Auftritte
Zunächst trat das James-Last-Orchester nur auf Tanzveranstaltungen oder als Begleitung für einen Sänger auf. So kam es 1968 auch zur ersten, überaus erfolgreichen Tournee mit Freddy Quinn. Allerdings kamen die Gäste hauptsächlich zum Tanzen bzw. vor allem Freddy Quinns wegen. Das führte zu der Frage, ob auch eine Tournee als reines Instrumentalorchester genügend Zuhörer finden würde. Ein erster Test dazu ergab sich in Kanada, wo ohne jedwede Werbung plötzlich eine rege Nachfrage nach James-Last-Alben bestand und diese sehr bald 5 % der kanadischen Schallplatten-Verkäufe ausmachten. Man lud James Last zu Konzerten ein, von denen die ersten drei auf dem Gelände der Weltausstellung Expo 67 in Montreal stattfanden. Am Vortag sangen dort die Three Degrees vor einem gewaltigen Menschenauflauf, der sich dann mit 50.000 Besuchern auch zum Last-Konzert einstellte.

#### Deutschlandtourneen
Die erfolgreichen Auftritte in Kanada konnten den Konzertveranstalter Hans-Werner Funke noch nicht von dem Wagnis einer Deutschland-Tournee überzeugen. Erst nach Testkonzerten, unterstützt von der Zeitschrift Jasmin und unter der Bedingung, einen Gesangsstar mitzunehmen, erklärte Funke sich schließlich bereit. Last engagierte die junge Amateursängerin Katja Ebstein, die ihm 1966 auf dem Schlagerfestival in Baden-Baden aufgefallen war. Das erste Konzert fand am 10. Oktober 1970 statt. Ebstein war mit ihrem erfolgreichen Eurovisionsbeitrag Wunder gibt es immer wieder gerade in aller Munde und die vierwöchige Tournee durch Deutschland und Dänemark geriet zu einem riesigen Erfolg, obwohl man nur mit bescheidenen Mitteln arbeitete. Die Band spielte ohne Streicher und man beschränkte sich auf einen einzigen Bühnenscheinwerfer. Alle Konzerte waren ausverkauft, die Westfalenhalle in Dortmund sogar dreimal in Folge mit jeweils 12.000 Zuschauern. Schließlich verlängerte man um zwei weitere Wochen.

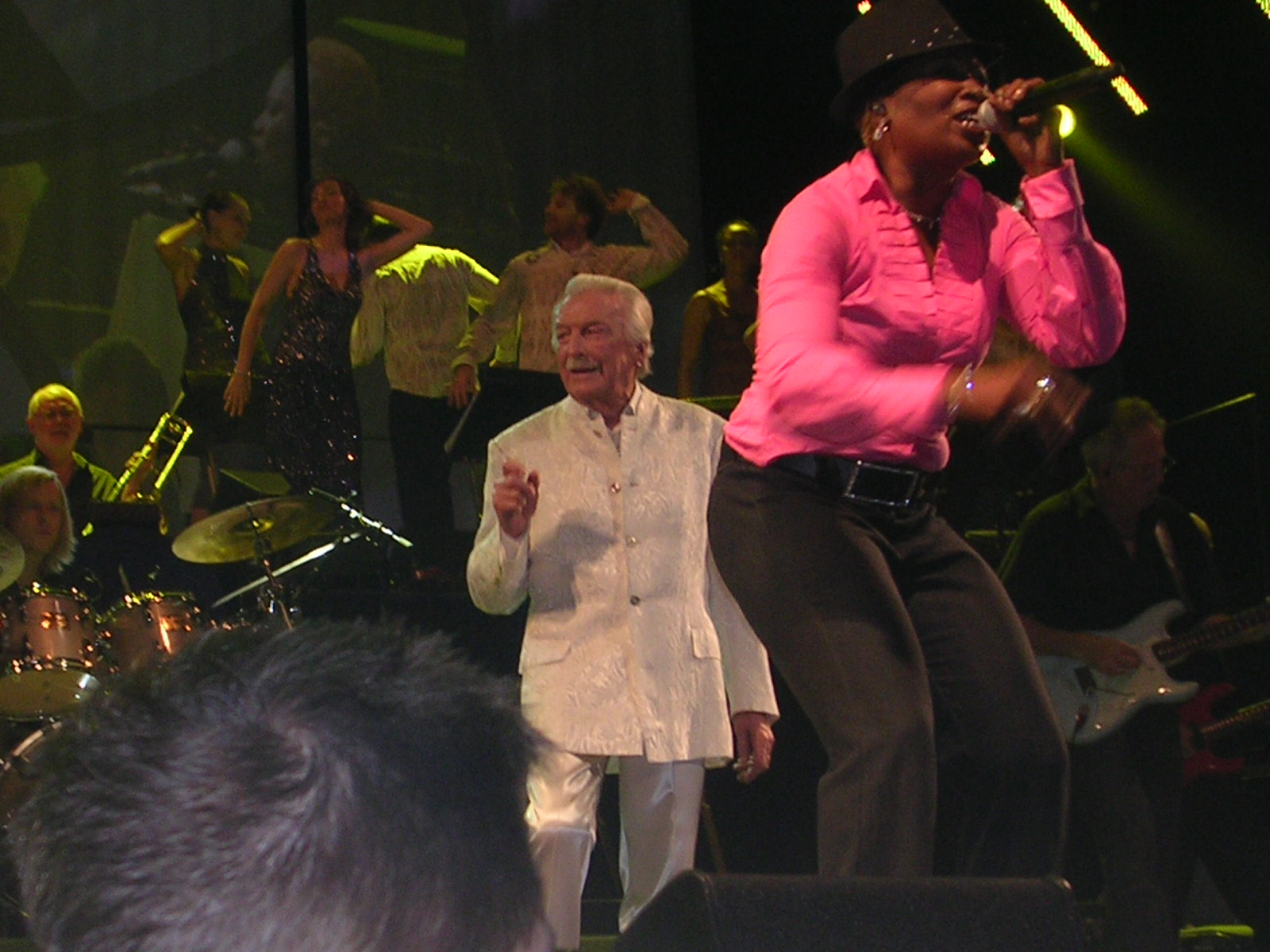
James Last in der Lanxess Arena in Köln (2009)

Seitdem ist das James-Last-Orchester nahezu jedes Jahr auf Tournee gegangen. In Deutschland waren Tourneen aber immer besonders schwer zu organisieren, zwischen 1987 und 1996 fand sich überhaupt kein Veranstalter, der das Risiko für die Instrumentalgruppe übernehmen wollte, und als Begleitband für eine möglicherweise nicht einmal zum Orchester passende Stimme wollte Last nicht reisen. So blieb es in dieser Zeit bei Einzelauftritten. Erst 1996 wagte sich der Veranstalter Dieter Semmelmann, Konzerte bzw. eine Deutschlandtournee für den Bandleader zu veranstalten und legte damit den Grundstein für das damals erst junge Unternehmen Semmel Concerts Entertainment.

#### Sowjetunion
Im Rahmen eines Kulturaustausches reiste das James-Last-Orchester 1972 durch die Sowjetunion. Last hatte schon Erfahrungen mit diesem Land, nachdem er dort bereits 1956 mit Max Greger und dem noch völlig unbekannten Udo Jürgens gewesen war. Die Menschen in der Sowjetunion kannten James Last nur von heimlich ins Land importierten Tonbändern und von dem Radiosender BBC. Die Planungen sahen insgesamt 20 Konzerte in Tiflis, Leningrad, Kiew und Moskau binnen vier Wochen vor. Die Konzertreise war mit einer Reihe von Schwierigkeiten belastet. Es fehlten Teile der nötigen Ausrüstung. Weiteren Ärger gab es mit dem Programm: Gemäß dem Wunsch der Gastgeber gehörten deutsche und russische Volkslieder zum Programm, das Publikum begeisterte sich aber nur für den internationalen Teil. Deswegen beschränkte sich Last bei den nächsten Auftritten auf letzteren. In Tiflis und Leningrad nahm die sowjetische Führung das noch hin, in Moskau stellte man jedoch mitten im Konzert den Strom ab.

#### Großbritannien
Last spielte erstmals 1971 in Großbritannien, mit kleiner Besetzung ohne Chor und Streicher in einem ehemaligen Londoner Kino. Die große Resonanz – es gab fünf Zugaben und sämtliche Presseberichte sprachen begeistert über das Ereignis – hatte 1973 einen erneuten Besuch zur Folge. Diesmal spielte das Orchester mit Chor und Streichern in der rasch ausverkauften Royal Albert Hall:

„Auf dem Schwarzmarkt konnte man vielleicht ein Ticket für das Fußball-WM-Finale bekommen oder eine Einladung zur Garden-Party der Queen, aber sicher keine Karte für ein James-Last-Konzert.“

Im Laufe der Zeit kam es zu vielen weiteren Konzerten und Last feierte in der Royal Albert Hall auch seinen fünfzigsten, sechzigsten und siebzigsten Geburtstag. Insgesamt spielte James Last mit seinem Orchester 90 mal in der Royal Albert Hall, zuletzt im April 2015.

„Wenn man anrief und fragte in der Royal Albert Hall, können wir einen Termin bekommen, dann wurden für James Last andere Termine ausradiert. Es hieß in Englisch immer we penciled, wir schrieben mit Bleistift drei, vier andere mögliche Konzerte. Wenn dann der Konzertagent anrief und sagte, wir würden gerne in der Royal Albert Hall spielen, wurden diese „gepencilten“ Einträge ausradiert, weil James Last bekam die Halle.“

In Großbritannien hatte Last immer großen Erfolg. So befanden sich etwa 1967 vier Last-Alben zur gleichen Zeit auf den ersten Plätzen der Charts. Im Gegensatz zu Deutschland fand James Last für Großbritannien immer einen Veranstalter und konnte so fast jedes Jahr dort auf Tournee gehen, zwischen 1971 und 1994 insgesamt 25 mal. Zu jeder Tournee durch Großbritannien gehörten auch Stationen in Irland.

#### Japan
James Last hätte gerne schon 1964 an der Japan-Tournee von Alfred Hause teilgenommen, für die er auch arrangiert hatte. Damals ließ es sich aber nicht einrichten. 1968 dachten dann die Polydor-Manager daran, die LP Sekai Wa Futari No Tameni mit Konzerten in Japan zu unterstützen. Es sollte aber noch bis 1975 dauern, als ein dreiwöchiger Japan-Aufenthalt einer Australien-Reise vorausging. 1979 folgte eine vierwöchige Japan-Tournee. Die enormen Kosten für das große Orchester führten im Vorfeld zu langwierigen Verhandlungen, die Streicher waren vom New Japan Symphony Orchestra gemietet. Die Tournee lief mit absoluter Perfektion ab. Man spielte in kleineren Hallen, als man es von Europa gewohnt war, und begann bereits um 18:30 Uhr, damit das Publikum anschließend noch die öffentlichen Verkehrsmittel erreichen konnte. Last hatte sich auf zurückhaltende Zuhörer eingestellt. Bei den ruhigeren Titeln hörten tatsächlich alle andächtig zu, während sie während der flotteren wild tanzten, um am Ende der Nummer wieder auf den Sitzen zu verharren.

#### Welttourneen
Die erste Welttournee des James-Last-Orchesters fand 1972 statt. Sie verlief über Johannesburg, Perth, Sydney, Melbourne, Brisbane und Adelaide. Auf der Rückreise besuchte man noch Asien. Beim zweiten Australien-Besuch 1975 gab das Orchester das erste Popkonzert im neuen Sydney Opera House. Diesmal ging die Reise über Neuseeland weiter nach Hongkong, Kuala Lumpur, Malaysia und Singapur. 1980 gab man auf der dritten Asienreise auch auf den Philippinen Konzerte.
Nachdem Verhandlungen zu einer Tournee durch die Volksrepublik China schon einmal gescheitert waren, konnte eine solche Tournee im September 2002 endlich beginnen mit fünf Konzerten in Kanton, Shanghai und Peking.

#### DDR
Einem Besuch in der DDR gingen lange Verhandlungen voraus. Erst 1987 durfte das Orchester zu einer fünftägigen Reise aufbrechen. Last gab mit seinem Orchester zwei Konzerte in Cottbus und Gera. Außerdem gab er im Palast der Republik in Berlin an drei Tagen fünf Konzerte, die mit dem fahrenden Tonstudio Rüsslmobil von Otto Waalkes aufgezeichnet wurden und als gekürzte Fassung auf LP, MC, CD, LD (Laserdisc) und Video unter dem Namen Berlin-Konzert ’87 wenige Tage später in den Handel kamen. Das Fernsehen der DDR sendete eines dieser Berliner Konzerte 1987 in gesamter Länge von ca. 150 Minuten live, aber mit Mono-Ton, während der Stereo-Ton parallel dazu im Hörfunk ausgestrahlt wurde. Last zählte die Mitschnitte des Konzerts zu den besten Live-Aufnahmen seines Orchesters. 2004 wurde dieses legendäre Konzert auch in gekürzter Fassung auf DVD als Live in Ost-Berlin veröffentlicht.
Ein zweites Mal reiste das James-Last-Orchester 1989, kurz vor dem Mauerfall, in die DDR. Diesmal fanden außer im Palast der Republik auch zwei Konzerte gemeinsam mit René Kollo in der Semperoper statt. Die Konzerte in der Semperoper wurden für das Fernsehen aufgezeichnet.

### Veränderungen bei den Streichern
Ursprünglich ging Last mit Kontrabässen, Celli und Bratschen auf Tournee, musste sich dann aber aus Kostengründen beschränken. Das betraf insbesondere die schwer zu transportierenden Bässe, die aber durch den Synthesizer ersetzt werden konnten. Die Bratschen wichen einem satteren Violinenklang mit nunmehr 16 Instrumenten anstatt zuvor zwölf Violinen und vier Bratschen. Die Celli hingegen ließen sich nicht elektronisch ersetzen, auf der Tournee 2004 konnte aber wenigstens eins wieder mitgenommen werden. Eine Tournee ohne Streicher wäre indes unvorstellbar gewesen. Sie galten als ein wichtiger Bestandteil des Last-Sounds.

## Chart-Erfolge in Deutschland
Last konnte so viele Alben wie kein anderer Künstler in den deutschen Album-Charts platzieren. Zwischen 1965 und 2009 erreichten insgesamt 110 seiner Alben die Hitliste, von denen sich 13 Alben auf dem ersten Platz der deutschen Album-Charts platzieren konnten.

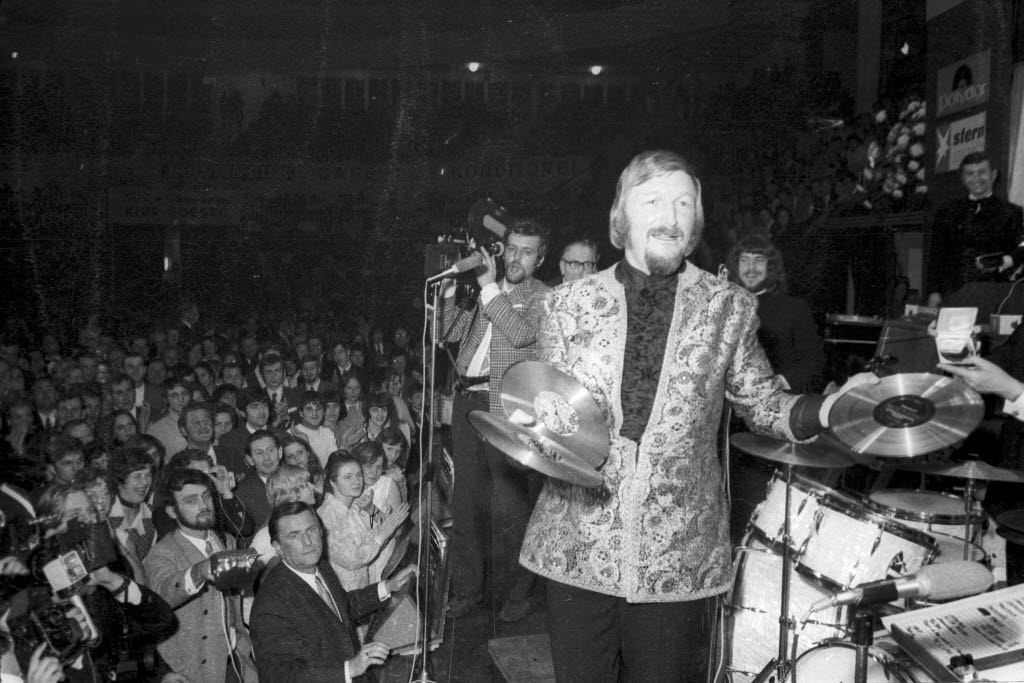
Last mit 3× Gold in Kiel (1970)

## Verkaufserfolge
- 17 Platin-Schallplatten
- 208 Goldene Schallplatten (Stand: 24. September 2012).[45]
- 6 Goldene Music-Cassetten
- 11 Silberne Schallplatten

## Auszeichnungen
- 1950: bester Jazzbassist des Jahres (Deutscher Jazzpoll)
- 1951: bester Jazzbassist des Jahres (Deutscher Jazzpoll)
- 1952: bester Jazzbassist des Jahres (Deutscher Jazzpoll)
- 1969: MIDEM-Trophäe (Cannes)
- 1969: Deutscher Schallplattenpreis für das Neuarrangement von Bertolt Brechts Dreigroschenoper
- 1969: Beliebtestes Orchester des Jahres (Deutscher Musikpoll)
- 1970: Beliebtestes Orchester des Jahres (Deutscher Musikpoll)
- 1971: Beliebtestes Orchester des Jahres (Deutscher Musikpoll)
- Goldene Europa (Europawelle Saar)
- 1971: Goldenes Grammophon
- 1971: Silbermöwe (Hamburger Abendblatt)
- Gold Leaf Award (Kanada) für Super Non Stop Dancing
- Gold Leaf Award (Kanada) für James Does His Thing
- Golden Award, Record World Top German Orchestra
- Country Music Award (ASCAO)
- ASCAP-Award Elvis Presley
- 1975: Goldene Westfalenhalle
- 1975: Goldener Notenschlüssel (Deutscher Musikverlag Sikorski)
- Ehrenlöwe (Radio Luxemburg)
- 1976: Star Of The Year-Trophäe (von den englischen Fachzeitschriften Musicweek und Billboard)
- 1977: Robert-Stolz-Preis der Robert-Stolz-Stiftung
- 1978: Bundesverdienstkreuz am Bande, verliehen von Bundespräsident Walter Scheel
- 1979: Goldene Kamera in der Kategorie Beste Musik im Fernsehen
- 1980: Preis von Cashbox für The Seduction (beste Instrumentalproduktion)
- Special-Price für 52 Chart-Albums in Großbritannien
- 1983: Ehren-Schleusenwärter in Hamburg
- 1991: Goldene Stimmgabel (ZDF)
- 1994: Goldene Eins
- 1994: Echo in der Kategorie „Lebenswerk“
- 1997: Goldene Europa
- 2000: Platin-Stimmgabel (ZDF)
- 2004: Munich Olympic Walk of Stars
- 2005: Mall of Fame
- 2008: Senatsmedaille für Kunst und Wissenschaft der Freien Hansestadt Bremen (Verleihung am 15. April 2009)
- 2008: Ernennung zum Ehrensenator der Hochschule für Künste Bremen
- 2012: Deutscher Musikautorenpreis der GEMA für sein Lebenswerk
- 2013: Goldenes Ehrenzeichen für Verdienste um das Land Wien
- 2014: Hamburger des Jahres 2014 für sein Lebenswerk

## Diskografie
Studioalben

| Jahr | Titel Musiklabel Katalog-Nr. | Höchstplatzierung, Gesamtwochen/‑monate, AuszeichnungChartplatzierungen (Jahr, Titel, Musiklabel Katalog-Nr., Platzierungen, Wochen/Monate, Auszeichnungen, Anmerkungen) | Höchstplatzierung, Gesamtwochen/‑monate, AuszeichnungChartplatzierungen (Jahr, Titel, Musiklabel Katalog-Nr., Platzierungen, Wochen/Monate, Auszeichnungen, Anmerkungen) | Höchstplatzierung, Gesamtwochen/‑monate, AuszeichnungChartplatzierungen (Jahr, Titel, Musiklabel Katalog-Nr., Platzierungen, Wochen/Monate, Auszeichnungen, Anmerkungen) | Höchstplatzierung, Gesamtwochen/‑monate, AuszeichnungChartplatzierungen (Jahr, Titel, Musiklabel Katalog-Nr., Platzierungen, Wochen/Monate, Auszeichnungen, Anmerkungen) | Anmerkungen |
| Jahr | Titel Musiklabel Katalog-Nr. | DE | AT | UK | US | Anmerkungen |
| ---- | --- | --- | --- | --- | --- | --- |
| 1959 | Tricks in Rhythm (EP) Philips 423291-PE                                                                                          | — | — | — | — | Als Mr. Bass & Mr. Drums, mit dem Schlagzeuger Siegfried Enderlein                                                                                           |
| 1963 | Die gab’s nur einmal Polydor 237 142                                                                                             | — | — | — | — | Die Rosenkavaliere und das Orchester Hans Last |
| 1964 | Die gab’s nur einmal, Folge 2 Polydor 237 343                                                                                    | DE19 (1 Mt.)DE | — | — | — | Chor und Orchester Hans Last |
| 1965 | Musikalische Liebesträume / Dreaming of Love (UK) Polydor 237 432                                                                | — | — | — | — | Chor und Orchester Orlando |
| 1965 | Non Stop Dancing ’65 Polydor 237 447                                                                                             | DE3 (15 Mt.)DE | — | — | — | James-Last-Band |
| 1965 | Hammond à gogo Polydor 237 470                                                                                                   | DE20 ×2Doppelgold · (6 Mt.)DE | — | UK27 (10 Wo.)UK | — | Verkäufe: + 500.000 |
| 1965 | Non Stop Dancing ’66 / Non Stop Dancing (UK) Polydor 237 495                                                                     | — | — | — | — | James-Last-Band |
| 1965 | Beat in Sweet Polydor 249 002 | — | — | — | — | James-Last-Band |
| 1966 | Trumpet à gogo / The American Patrol (US) Polydor 249 040                                                                        | DE18 Gold · (12 Mt.)DE | — | — | — | James-Last-Band Verkäufe: + 500.000 |
| 1966 | Hammond à gogo Vol. 2 Polydor 249 043                                                                                            | DE5 Gold · (10 Mt.)DE | — | — | — | Verkäufe: + 250.000 |
| 1966 | Non Stop Dancing ’66 II Polydor 249 068                                                                                          | DE9 (3 Mt.)DE | — | — | — | |
| 1966 | Ännchen von Tharau bittet zum Tanz Polydor 249 028                                                                               | DE23 Gold · (9 Mt.)DE | — | — | — | Chor und Orchester Hans Last Verkäufe: + 250.000 |
| 1967 | Non Stop Dancing ’67 Polydor 249 122                                                                                             | DE3 (6 Mt.)DE | — | — | — | |
| 1967 | Non Stop Dancing Polydor 236 203                                                                                                 | — | — | UK35 (1 Wo.)UK | — | |
| 1967 | This Is James Last Polydor 104 678                                                                                               | — | — | UK6 (48 Wo.)UK | — | |
| 1967 | Sax à gogo Polydor 249 121 | DE24 (3 Mt.)DE | — | — | — | |
| 1967 | Non Stop Dancing ’67/2 / James Last Goes Pop (UK) Polydor 249 160                                                                | DE8 (6 Mt.)DE | — | UK32 (3 Wo.)UK | — | |
| 1967 | Trumpet à gogo Vol. 2 Polydor 249 161                                                                                            | DE22 Gold · (2 Mt.)DE | — | — | — | Verkäufe: + 250.000 |
| 1968 | Humba-Humba à gogo Polydor 249 205                                                                                               | DE9 Gold · (3 Mt.)DE | — | — | — | Verkäufe: + 250.000 |
| 1968 | Guitar à gogo Polydor 249 204 | DE17 (1 Mt.)DE | — | — | — | |
| 1968 | Non Stop Dancing ’68 Polydor 249 216                                                                                             | DE4 (9 Mt.)DE | — | UK40 (1 Wo.)UK | — | |
| 1968 | Games That Lovers Play / Love, This Is My Song (UK) Polydor 184 093 / Polydor 583 553                                            | DE23 (2 Mt.)DE | — | UK32 (2 Wo.)UK | — | |
| 1968 | That’s Life Polydor 184 092 | DE40 (1 Mt.)DE | — | — | — | James-Last-Band |
| 1968 | Freddy live (Ausschnitte aus der großen Freddy Europa-Tournee) Polydor 249 225                                                   | DE26 (3 Mt.)DE | — | — | — | Freddy Quinn mit dem Medium Terzett und dem Orchester James Last, enthält auch zwei Instrumentalstücke des Orchesters                                        |
| 1968 | Rock Around with Me Polydor 249 250                                                                                              | DE9 (4 Mt.)DE | — | — | — | |
| 1968 | Käpt’n James bittet zum Tanz / All Aboard! (UK) Polydor 249 252                                                                  | DE8 ×3Dreifachgold · (16 Mt.)DE | — | — | — | Verkäufe: + 750.000 |
| 1968 | Non Stop Dancing 7 / Non Stop Dancing ’68/II Polydor 249 247                                                                     | DE5 (6 Mt.)DE | — | — | — | |
| 1969 | Trumpet à gogo 3 / Trumpet à gogo (UK) Polydor 249 239                                                                           | DE24 (5 Mt.)DE | — | UK13 (1 Wo.)UK | — | |
| 1969 | Non Stop Dancing 8 / Non Stop Dancing ’69 Polydor 249 294                                                                        | DE1 Gold · (12 Mt.)DE | — | UK26 (1 Wo.)UK | — | Verkäufe: + 250.000 |
| 1969 | Hammond à gogo 3 Polydor 249 304                                                                                                 | DE24 (5 Mt.)DE | — | — | — | |
| 1969 | Ännchen von Tharau bittet zum Tanz 2 Polydor 249 326                                                                             | DE8 Gold · (6 Mt.)DE | — | — | — | Verkäufe: + 250.000 |
| 1969 | Hair Polydor 249 327 | DE11 (4 Mt.)DE | — | — | — | Musik aus dem Musical Hair |
| 1969 | Non Stop Dancing 9 / Non Stop Dancing ’69 Vol. 2 (UK) Polydor 249 354                                                            | DE1 ×2Doppelgold · (8 Mt.)DE | — | UK27 (3 Wo.)UK | — | Verkäufe: + 500.000 |
| 1969 | James Last bittet zum Tanz Polydor 109 587-9                                                                                     | DE24 Gold · (1 Mt.)DE | — | — | — | 3-LP-Box mit den Alben: Non-Stop Evergreens, Happy Lehár, Classics up to Date Vol. 2 Verkäufe: + 250.000                                                     |
| 1970 | Non-Stop Evergreens Polydor 249 370                                                                                              | — | — | UK26 (1 Wo.)UK | — | |
| 1970 | Happy Lehár Polydor 249 369 | DE19 Gold · (7 Mt.)DE | — | — | — | Musik des Komponisten Franz Lehár Verkäufe: + 250.000 |
| 1970 | Golden Non Stop Dancing 10 / Non Stop Dancing ’70 (UK) Polydor 2371 014                                                          | DE1 ×2Doppelgold · (10 Mt.)DE | — | UK44 (1 Wo.)UK | — | Verkäufe: + 500.000 |
| 1970 | Classics up to Date Polydor 184 061                                                                                              | — | — | UK67 (1 Wo.)UK | — | Erstveröffentlichung 1966 |
| 1970 | Beachparty Polydor 2371 039 | DE5 (8 Mt.)DE | — | — | — | |
| 1970 | The Very Best of James Last [1970] Polydor 2371 054                                                                              | DE92 (1 Wo.)DE | — | UK45 (4 Wo.)UK | — | |
| 1970 | Non Stop Dancing 11 / Non Stop Dancing ’71 Polydor 2371 111                                                                      | DE1 ×2Doppelgold · (10 Mt.)DE | — | UK21 (4 Wo.)UK | — | Verkäufe: + 500.000 |
| 1970 | Last the Whole Night Through | — | — | — | — | Verkäufe: + 500.000 |
| 1971 | Around the World Polydor 2630 026                                                                                                | DE38 (1 Mt.)DE | — | — | — | 3-fach-LP; Verkäufe: + 20.000 |
| 1971 | Käpt’n James bittet zum Tanz – Folge 2 Polydor 2371 082                                                                          | DE5 Gold · (9 Mt.)DE | — | — | — | Verkäufe: + 250.000 |
| 1971 | With Compliments Polydor 2371 071                                                                                                | DE23 (5 Mt.)DE | — | — | — | |
| 1971 | Happyning / Summer Happening (UK) Polydor 2371 133                                                                               | DE8 (6 Mt.)DE | — | UK38 (1 Wo.)UK | — | |
| 1971 | Non Stop Dancing 12 Polydor 2371 141                                                                                             | DE1 Gold · (10 Mt.)DE | — | UK30 (3 Wo.)UK | — | Verkäufe: + 250.000 |
| 1971 | Classics up to Date Vol. 2 Polydor 249 371                                                                                       | DE— GoldDE | — | UK49 (1 Wo.)UK | — | Erstveröffentlichung 1969 Verkäufe: + 250.000 |
| 1971 | The Best of Non Stop Dancing [1970] Polydor 2630 031                                                                             | DE47 (1 Mt.)DE | — | — | — | 3-fach-Album |
| 1971 | Beachparty 2 / Music from Across the Way (US) Polydor 2371 188                                                                   | DE6 (4 Mt.)DE | — | UK47 (1 Wo.)UK | US160 (5 Wo.)US | die UK-/US-Ausgabe enthält das Lied Music from Across the Way (siehe Singles)                                                                                |
| 1971 | Yesterday’s Memories Contour 2870 117 (nur UK)                                                                                   | — | — | UK17 (14 Wo.)UK | — | James Last & His Orchestra |
| 1971 | Polka-Party Polydor 2371 190 | DE3 Platin · (16 Mt.)DE | — | UK22 (3 Wo.)UK | — | Verkäufe: + 500.000 |
| 1972 | Non Stop Dancing 1972 / Non Stop Dancing 13 Polydor 2371 189                                                                     | DE1 Gold · (10 Mt.)DE | — | UK32 (2 Wo.)UK | — | Verkäufe: + 250.000 |
| 1972 | Voodoo-Party Polydor 2371 235 | DE8 (6 Mt.)DE | — | UK45 (1 Wo.)UK | — | |
| 1972 | In Concert 2 / James Last in Concert (UK) Polydor 2371 191                                                                       | — | — | UK13 (6 Wo.)UK | — | |
| 1972 | Wenn die Elisabeth … Polydor 2371 257                                                                                            | DE9 (7 Mt.)DE | — | — | — | |
| 1972 | Non Stop Dancing 1972/2 Polydor 2371 269                                                                                         | DE1 Gold · (9 Mt.)DE | — | — | — | Verkäufe: + 250.000 |
| 1972 | Beachparty 3 Polydor 2371 288 | DE4 (5 Mt.)DE | — | — | — | |
| 1972 | Love Must Be the Reason Polydor 2371 281                                                                                         | — | — | UK32 (2 Wo.)UK | — | |
| 1972 | Russland zwischen Tag und Nacht / James Last in Russia (UK) Polydor 2371 293                                                     | DE9 Gold · (9 Mt.)DE | — | UK12 (9 Wo.)UK | — | Verkäufe: + 250.000 |
| 1972 | Polka-Party 2 Polydor 2371 313                                                                                                   | DE5 Gold · (9 Mt.)DE | — | — | — | Verkäufe: + 250.000 |
| 1973 | Non Stop Dancing 1973 / Non Stop Dancing 14 Polydor 2371 319                                                                     | DE1 Gold · (11 Mt.)DE | — | UK27 (3 Wo.)UK | — | Verkäufe: + 250.000 |
| 1973 | The Music of James Last Polydor 2683 010                                                                                         | — | — | UK19 (12 Wo.)UK | — | Doppelalbum |
| 1973 | Sing mit Polydor 2371 358 | DE1 Gold · (13 Mt.)DE | — | — | — | Verkäufe: + 250.000 |
| 1973 | Classics / In Concert Vol. 2 Polydor 2371 320                                                                                    | DE48 Gold · (1 Mt.)DE | — | UK49 Silber · (1 Wo.)UK | — | Verkäufe: + 310.000 |
| 1973 | Happy Hammond Polydor 2371 373                                                                                                   | DE28 (4 Mt.)DE | — | UK— SilberUK | — | Verkäufe: + 60.000 |
| 1973 | Non Stop Dancing 1973/2 / Non Stop Dancing 15 Polydor 2371 376                                                                   | DE1 (8 Mt.)DE | — | UK34 Silber · (2 Wo.)UK | — | Verkäufe: + 60.000 |
| 1973 | Beachparty 4 Polydor 2371 387 | DE19 (5 Mt.)DE | — | — | — | |
| 1973 | Olé Polydor 2371 384 | — | — | UK24 Silber · (5 Wo.)UK | — | Verkäufe: + 60.000 |
| 1973 | Käpt’n James auf allen Meeren Polydor 2371 422                                                                                   | DE7 (5 Mt.)DE | — | — | — | |
| 1974 | Non Stop Dancing 1974 / Non Stop Dancing Volume 16 Polydor 2371 444                                                              | DE2 (8 Mt.)DE | — | UK43 Silber · (2 Wo.)UK | — | Verkäufe: + 60.000 |
| 1974 | Sing mit 2 Polydor 2371 471 | DE2 Gold · (9 Mt.)DE | — | — | — | Verkäufe: + 250.000 |
| 1974 | In Wien beim Wein / In Vienna (CA) Polydor 2371 484                                                                              | DE30 (3 Mt.)DE | — | — | — | |
| 1974 | Live Polydor 2630 070 | DE8 (6 Mt.)DE | — | UK— SilberUK | — | Doppelalbum Verkäufe: + 60.000 |
| 1974 | Non Stop Dancing 1974/2 Polydor 2371 497                                                                                         | DE3 (7 Mt.)DE | — | — | — | |
| 1974 | Beachparty 5 Polydor 2371 503 | DE15 (5 Mt.)DE | — | — | — | |
| 1974 | Golden Memories Polydor 2371 472                                                                                                 | — | — | UK39 Silber · (2 Wo.)UK | — | Golden Memories ist eine Kompilation-Serie Verkäufe: + 60.000                                                                                                |
| 1974 | Polka-Party 3 Polydor 2371 515                                                                                                   | DE15 (9 Mt.)DE | — | — | — | |
| 1975 | Sing mit 3 Polydor 2371 542 | DE12 Gold · (9 Mt.)DE | — | — | — | Verkäufe: + 250.000 |
| 1975 | Classics up to Date 3 Polydor 2371 538                                                                                           | DE47 (1 Mt.)DE | — | UK54 (1 Wo.)UK | — | |
| 1975 | Non Stop Dancing 20 – Jubiläums-Ausgabe Ten Years Non-Stop Jubilee Album Polydor 2664 138 / Polydor 2660 111                     | DE5 Gold · (7 Mt.)DE | AT5 (3 Mt.)AT | UK5 Gold · (16 Wo.)UK | — | Verkäufe: + 350.000 |
| 1975 | Violins in Love Polydor 2371 520                                                                                                 | — | — | UK60 (1 Wo.)UK | — | |
| 1975 | Well Kept Secret Polydor 2371 558                                                                                                | — | — | — | US172 (3 Wo.)US | auch veröffentlicht als James Last in Los Angeles |
| 1975 | Beachparty 6 Polydor 2371 585 | DE27 (2 Mt.)DE | — | — | — | |
| 1975 | In the Mood for Trumpets Polydor 2371 548                                                                                        | DE33 (2 Mt.)DE | — | — | — | |
| 1975 | Make the Party Last Polydor 2371 612                                                                                             | — | — | UK3 Gold · (19 Wo.)UK | — | Verkäufe: + 100.000 |
| 1976 | Non Stop Dancing 1976 / Non Stop Dancing 17 Polydor 2371 626                                                                     | DE13 (5 Mt.)DE | — | — | — | |
| 1976 | Sing mit 4 Polydor 2371 637 | DE4 Gold · (6 Mt.)DE | — | — | — | Verkäufe: + 250.000 |
| 1976 | Freut euch des Lebens Polydor 2371 643                                                                                           | DE21 (3 Mt.)DE | — | — | — | |
| 1976 | Non Stop Dancing 1976/2 Polydor 2371 668                                                                                         | DE21 (4 Mt.)DE | — | — | — | |
| 1976 | „… mein Leben ist Musik …“ Polydor 2437 379                                                                                      | DE24 (3 Mt.)DE | — | — | — | |
| 1976 | Classics up to Date 4 Polydor 2371 711                                                                                           | DE50 (2½ Mt.)DE | — | — | — | |
| 1977 | Non Stop Dancing ’77 / Non Stop Dancing 18 Polydor 2371 723                                                                      | DE14 (3½ Mt.)DE | — | — | — | |
| 1977 | Sing mit 5 Polydor 2371 724 | DE9 (4 Mt.)DE | — | — | — | |
| 1977 | James Last spielt Robert Stolz Polydor 2371 768                                                                                  | DE1 Platin · (49 Wo.)DE | AT5 (6 Mt.)AT | — | — | Platz eins in Deutschland erreichte das Album erst bei seiner Chartrückkehr 1980, 1977 kam es bis auf Platz sechs; Verkäufe: + 500.000                       |
| 1977 | Non Stop Dancing 1977/2 / Non Stop Dancing 19 Polydor 2371 786                                                                   | DE31 (2 Mt.)DE | — | — | — | |
| 1977 | Sing mit 6 – Von Hamburg bis Mexico Polydor 2371 860                                                                             | — | — | — | — | |
| 1977 | Auf last geht’s los Polydor 2371 835                                                                                             | DE2 ×3Dreifachgold · (26 Wo.)DE | AT3 (5 Mt.)AT | — | — | Verkäufe: + 750.000 |
| 1978 | Russland Erinnerungen / Memories of Russia (UK) Polydor 2371 856                                                                 | DE45 (1 Mt.)DE | — | — | — | |
| 1978 | Non Stop Dancing 78 – Jubiläumsausgabe Folge 25 Polydor 2371 871                                                                 | — | — | — | — | |
| 1978 | East Meets West Polydor 2630 092                                                                                                 | — | — | UK49 (4 Wo.)UK | — | 2-LP-Box mit den Alben: Country & Western Dance Party, Memories of Russia                                                                                    |
| 1978 | Live in London Polydor 2371 884                                                                                                  | DE46 (1 Wo.)DE | — | — | — | Doppelalbum Verkäufe: + 7.500 |
| 1978 | Auf last geht’s los 2 Polydor 2371 903                                                                                           | DE27 (7 Wo.)DE | — | — | — | |
| 1979 | Und jetzt alle Polydor 2475 622                                                                                                  | DE1 Gold · (17 Wo.)DE | AT6 (3 Mt.)AT | — | — | Verkäufe: + 250.000 |
| 1979 | Classics up to Date 5 Polydor 2371 910                                                                                           | DE43 (2 Wo.)DE | AT17 (2 Mt.)AT | — | — | |
| 1979 | New Non Stop Dancing 79 Polydor 2371 924                                                                                         | DE43 (3 Wo.)DE | — | — | — | |
| 1979 | Last the Whole Night Long Polydor 2664 236 / Polydor PTD 001                                                                     | — | — | UK2 ×2Doppelplatin · (45 Wo.)UK | — | Doppelalbum Verkäufe: + 600.000 |
| 1979 | Copacabana – Happy Dancing Polydor 2371 929                                                                                      | DE28 (6 Wo.)DE | — | — | — | |
| 1979 | Träum was Schönes Polydor 2372 003                                                                                               | DE1 Platin · (21 Wo.)DE | AT1 (2½ Mt.)AT | — | — | Verkäufe: + 500.000 |
| 1980 | Sing mit 7 – Die Party für das ganze Jahr Polydor 2372 002                                                                       | DE33 (3 Wo.)DE | — | — | — | |
| 1980 | Romantische Träume / Romantic Dreams (UK) Polydor 2372 018                                                                       | DE25 (13 Wo.)DE | — | — | — | |
| 1980 | Seduction Polydor 2372 023 | — | — | — | US148 (8 Wo.)US | |
| 1980 | Das Beste aus 150 Goldenen / The Best from 150 Gold Records (UK) Polydor 2634 093                                                | DE17 Gold · (24 Wo.)DE | — | UK56 Gold · (3 Wo.)UK | — | Doppelalbum Verkäufe: + 350.000 |
| 1980 | Classics for Dreaming Polydor POLTV11                                                                                            | — | — | UK12 Platin · (18 Wo.)UK | — | Verkäufe: + 300.000 |
| 1980 | Non Stop Dancing ’81 Polydor 2372 050                                                                                            | — | — | — | — | |
| 1981 | Sing mit 8 – … und ab geht die Feuerwehr Polydor 2372 060                                                                        | — | — | — | — | |
| 1981 | Ännchen von Tharau bittet zum Träumen Polydor 2372 074                                                                           | — | — | — | — | |
| 1981 | Rosen aus dem Süden – James Last spielt Johann Strauß / Roses from the South (UK) Polydor 2372 051                               | DE62 (2 Wo.)DE | — | UK41 (5 Wo.)UK | — | |
| 1981 | Schließ die Augen, laß dich verwöhnen Polydor 2475 737                                                                           | DE6 (17 Wo.)DE | AT1 (2½ Mt.)AT | — | — | |
| 1981 | Non Stop Dancing ’82 – Hits Around the World Polydor 2372 101                                                                    | — | — | — | — | |
| 1981 | Hansimania Polydor 2372 113 / Polydor POLTV 14                                                                                   | — | — | UK18 Gold · (13 Wo.)UK | — | Verkäufe: + 100.000 |
| 1981 | Last Forever Polydor 2630 135 | — | — | UK88 Gold · (2 Wo.)UK | — | Verkäufe: + 100.000 |
| 1982 | Sing mit 9 – Laß’ die Puppen tanzen Polydor 2372 106                                                                             | DE21 (3 Wo.)DE | — | — | — | |
| 1982 | Biscaya Polydor 2372 130 | DE46 Gold · (8 Wo.)DE | — | — | — | Verkäufe: + 250.000 |
| 1982 | Nimm mich mit, Käpt’n James, auf die Reise … Polydor 2475 563                                                                    | DE2 Gold · (28 Wo.)DE | AT3 (1½ Mt.)AT | — | — | Verkäufe: + 250.000 |
| 1982 | Paradiesvogel / Bluebird (UK) Polydor 2372 158                                                                                   | — | — | UK57 (3 Wo.)UK | — | |
| 1982 | Sing mit 10 – Wir wollen Spaß! Polydor 2372 159                                                                                  | — | — | — | — | |
| 1983 | Non Stop Dancing ’83 – Party Power Polydor 810 783                                                                               | — | — | UK56 (2 Wo.)UK | — | |
| 1983 | The Best of My Gold Records Polydor PODV 7                                                                                       | — | — | UK42 (5 Wo.)UK | — | |
| 1983 | James Last spielt … The Beatles / James Last Plays the Greatest Songs of the Beatles (UK) Polydor 815 691 / Polydor POLD 5119    | — | — | UK52 Silber · (8 Wo.)UK | — | Verkäufe: + 60.000 |
| 1983 | Superlast – Superparty Polydor 817 329                                                                                           | DE7 (11 Wo.)DE | — | — | — | |
| 1984 | The Rose of Tralee (And Other Irish Favourites) Polydor 815 984 / Polydor POLD 5131                                              | — | — | UK21 (11 Wo.)UK | — | |
| 1984 | Classics up to Date Vol. 6 Polydor 821 159                                                                                       | — | — | — | — | |
| 1984 | James Last im Allgäu / In the Alps (UK) Polydor 821 995                                                                          | DE23 (6 Wo.)DE | — | — | — | |
| 1984 | Paradiso / Paradise (UK) Polydor 823 345 / Polydor POLD 5163                                                                     | DE30 (5 Wo.)DE | — | UK74 (2 Wo.)UK | — | |
| 1984 | James Last in Scotland Polydor 823 743                                                                                           | — | — | UK68 Gold · (9 Wo.)UK | — | Verkäufe: + 100.000 |
| 1984 | Non Stop Dancing ’85 Polydor 825 115                                                                                             | — | — | — | — | |
| 1985 | Last für alle / Leave the Best to Last (UK) Polydor 827 462 / Polydor PROLP 7                                                    | — | — | UK11 Platin · (27 Wo.)UK | — | Verkäufe: + 300.000 |
| 1985 | Viva Vivaldi Polydor 827 737 | DE25 (6 Wo.)DE | — | — | — | |
| 1987 | Traumschiff Melodien Polydor 831 129                                                                                             | DE57 (4 Wo.)DE | — | — | — | |
| 1987 | By Request Polydor POLH 34 | — | — | UK22 Gold · (11 Wo.)UK | — | Verkäufe: + 100.000 |
| 1988 | James Last spielt Bach Polydor 833 665                                                                                           | DE28 (4 Wo.)DE | — | — | — | |
| 1988 | Dance, Dance, Dance Polydor JLTV 1                                                                                               | — | — | UK38 Gold · (8 Wo.)UK | — | Verkäufe: + 100.000 |
| 1989 | James Last spielt Mozart Polydor 837 702                                                                                         | DE43 (5 Wo.)DE | — | — | — | |
| 1990 | Classics by Moonlight Polydor 843 218                                                                                            | DE64 (6 Wo.)DE | — | UK12 Gold · (12 Wo.)UK | — | Verkäufe: + 100.000 |
| 1991 | Pop Symphonies Polydor 849 429                                                                                                   | — | — | UK10 Gold · (11 Wo.)UK | — | Verkäufe: + 100.000 |
| 1991 | Serenaden / Together at Last (UK) Polydor 519 946 / Polydor 511 525                                                              | — | — | UK14 Gold · (15 Wo.)UK | — | James Last & Richard Clayderman; es gibt eine andere deutsche Version, die sich in fünf Titeln von dieser Zusammenstellung unterscheidet Verkäufe: + 100.000 |
| 1992 | Viva España Polydor 513 308 / Polydor 517 220                                                                                    | DE43 (12 Wo.)DE | — | UK23 Silber · (5 Wo.)UK | — | Verkäufe: + 60.000 |
| 1993 | James Last spielt die großen Musical-Erfolge von Andrew Lloyd Webber / James Last Plays Andrew Lloyd Webber (UK) Polydor 519 910 | DE83 (5 Wo.)DE | — | UK12 Gold · (10 Wo.)UK | — | Verkäufe: + 100.000 |
| 1994 | Welthits in Gold Polydor 521 843                                                                                                 | DE52 (9 Wo.)DE | — | — | — | |
| 1994 | In Harmony Polydor 523 824 | DE70 (6 Wo.)DE | — | UK28 Gold · (7 Wo.)UK | — | James Last & Richard Clayderman Verkäufe: + 100.000 |
| 1995 | The Very Best of James Last & His Orchestra Polydor 529 556                                                                      | — | — | UK36 Gold · (7 Wo.)UK | — | Verkäufe: + 100.000 |
| 1996 | Classics from Russia Polydor 533 506                                                                                             | DE76 (4 Wo.)DE | — | — | — | |
| 1998 | Pop Symphonies 2 Polydor 539 624                                                                                                 | — | — | UK32 (3 Wo.)UK | — | |
| 1999 | Country Roads Polydor 547 402 | — | — | UK18 (5 Wo.)UK | — | die deutsche und die englische Ausgabe unterscheiden sich um mehrere Titel                                                                                   |
| 1999 | Happy Birthday Polydor 547 454                                                                                                   | DE56 (2 Wo.)DE | — | — | — | |
| 2001 | Ocean Drive – Easy Living Polydor 549 874                                                                                        | DE71 (2 Wo.)DE | — | — | — | DVD-Version: Ocean Drive – Mein Miami |
| 2001 | James Last Plays Abba Polydor 589 198                                                                                            | — | — | UK29 (4 Wo.)UK | — | |
| 2003 | The Classical Collection Universal UCJ 9810457                                                                                   | — | — | UK44 (3 Wo.)UK | — | |
| 2004 | They Call Me Hansi Polydor 986 878                                                                                               | DE26 (5 Wo.)DE | AT56 (3 Wo.)AT | — | — | |
| 2006 | Die schönsten TV- & Film-Melodien Universal 983 924                                                                              | DE66 (2 Wo.)DE | — | — | — | |
| 2009 | Gold – Greatest Hits Polydor 981 266                                                                                             | DE95 (1 Wo.)DE | — | — | — | Compilation-Serie; Erstveröffentlichung: 2003 |
| 2010 | Eighty Not Out Universal UMTV 7532                                                                                               | — | — | UK11 Silber · (9 Wo.)UK | — | Verkäufe: + 60.000 |
| 2011 | Music Is My World Universal UMTV 533 376                                                                                         | — | — | UK24 (3 Wo.)UK | — | Doppel-CD |
| 2019 | The Album Collection | DE81 (1 Wo.)DE | — | — | — | |

grau schraffiert: keine Chartdaten aus diesem Jahr verfügbar

### Einzelne bedeutende Alben und Albumserien

#### Non Stop Dancing
James Last bat den Produktionschef der Polydor, Heinz Voigt, eine Langspielplatte mit Tanzmusik machen zu dürfen. Dieser akzeptierte und machte keine Vorgaben, daher führten die Party-Erfahrungen des Ehepaars Last zum ersten eigenen Album: Wenn sie irgendwo eingeladen waren, dauerte es immer eine ganze Weile, bis Stimmung aufkam.

„Diese Partys fanden am Wochenende statt, wenn Familien sich trafen, Leute die sich beruflich kannten; das war der gesellschaftliche Höhepunkt. Und wenn das dann an der Musik scheiterte, war richtig schlecht, weil: Die Käseigel waren immer die gleichen!“

In diesem Zusammenhang erinnerte sich Last, in jungen Jahren mit seinem Vater auf Radio Kopenhagen Live-Musik mit Hintergrundgeräuschen, also beispielsweise dem Klappern von Porzellan, gehört zu haben, und dachte, so etwas müsse es auf Schallplatte geben. Man ließ die Tonbandaufnahme des Orchesters zu einer Party laufen, nahm die Geräusche auf und mischte dann beides zusammen.

„Es wurde ein großer Kreis Mikrophone aufgebaut, um die man sich gruppierte, und zwei große Lautsprecher aufgebaut, die die Produktion einspielten. Und zwar vernünftig laut, so dass auch die Stimmung nicht zu kurz kam.“

„Und das Publikum bestand aus Tanzschulen, Freunden, Bekannten, Angehörigen der Band der Musiker – also der Saal war voll! Es wurden Getränke ausgeschenkt, frei, da war dann auch schon mal Alkohol dabei.“

Dies erlaubte es, vollkommen auf Pausen zu verzichten. War ein Rhythmuswechsel erforderlich, dienten die Partygeräusche zur Überbrückung und das Ergebnis nannte sich Non Stop Dancing ’65.
Last wählte internationale Hits aus, darunter mehrere Titel der Beatles. Er fasste immer drei Titel zu einem Potpourri zusammen, wobei ein Titel maximal eine Minute und 45 Sekunden dauerte. Diese beiden Vorgaben mussten eingehalten werden, um die GEMA-Abgaben niedrig zu halten. Da die Jazz-Musiker im NDR-Tanzorchester die Beatles im Allgemeinen noch misstrauisch betrachteten und deren Lieder nicht spielten, war Last der Erste, der die Beatles-Musik im Bigband-Sound spielte. Die englischen Texte ließ man weg, es gab nur einen „Lalala-Chor“, wodurch man auch die ältere Generation ansprechen konnte.
Beides, Nebengeräusche und Musikauswahl, sorgten für einen unerwartet großen Erfolg, woraufhin die Serie Non Stop Dancing jährlich, mitunter sogar halbjährlich, fortgesetzt wurde. Jede Ausgabe verkaufte sich zuverlässig etwa 250.000 bis 400.000 Mal in zwei Monaten. Neun seiner dreizehn Nummer-eins-Platzierungen verdankt Last den Non-Stop-Dancing-Alben von 1969 bis 1973. Die Musik war häufig so aktuell, dass das Tonband erst pünktlich zum Produktionsbeginn der Schallplatte fertig wurde.

#### Hammond à gogo
Für das zweite Album wünschte Polydor den Einsatz einer Hammond-Orgel. James Last konnte sich dafür zwar nicht sehr begeistern, spielte aber etwas mit zwei Orgeln ein, eine rechts und eine links für den Stereoeffekt. Er schloss sich dann der Meinung seiner Frau an, die das Ergebnis für eine ausgezeichnete Barmusik hielt. Die Schallplatte verkaufte sich sehr gut und wurde tatsächlich häufig in Bars gespielt. Für die Aufnahme übernahm Last den Kontrabass selbst, Schlagzeug spielte sein Bruder Robert und die beiden Hammond-Orgeln Hermann Hausmann, ein Pianist vom NDR, und Günter Platzek, der ein langjähriges Mitglied des Orchesters James Last wurde.
Der Titel Hammond à gogo spielt an auf das zu dieser Zeit beliebte Bestellen einer ganzen Whiskyflasche, die der Wirt anschließend für weitere Besuche verwahrte, was sich Whisky à gogo nannte. Es folgten später die ähnlichen Titel Trumpet à gogo, Sax à gogo, Piano à gogo, Guitar à gogo und Humba Humba à gogo, bei letzterem handelte es sich um Trinklieder. Hammond à gogo war das erste Album mit dem Namenszug James Last in der Schattenschrift.

#### Ännchen von Tharau bittet zum Tanz
Dieses Album widmete sich auf Wunsch von Polydor den Volksliedern. Mit Ännchen von Tharau bittet zum Tanz wurden die Last-Aktivitäten in der Marketing-Abteilung aufgeteilt: Es gab nun den „Party-Last“ und den „volkstümlichen Last“, den „eleganten Last“ und den „internationalen Last“. Ännchen von Tharau bittet zum Tanz wurde unter dem Namen Chor und Orchester Hans Last veröffentlicht, es trug infolgedessen auch nicht die Schattenschrift, die erst bei Ännchen von Tharau bittet zum Tanz 2 verwendet wurde.

#### Trumpet à gogo
Zu den Lieblingsarbeiten Lasts zählten vor allem die ersten drei Alben von Trumpet à gogo. Sie enthielten all jene Titel, die er einst in den amerikanischen Clubs gespielt hatte, und waren alle sehr leichtfüßig, mitunter auch ein wenig lateinamerikanisch arrangiert.

#### Sekai Wa Futari No Tameni
Zuerst fragte Polydor Japan nach einem speziellen Album für ihr Land. Dort hatten schon viele deutsche Musiker Erfolg gehabt, speziell Werner Müller und Alfred Hause. So schlug man eine LP mit dem Titel Sekai Wa Futari No Tameni (Die Welt gehört den Liebenden) vor. Es handelte sich um japanische Popmusik, wobei Last noch von seiner Arbeit für die Japan-Tournee von Alfred Hause wusste, wie sie zu arrangieren sei, nämlich mit imposantem weichem Streicherklang. Sekai Wa Futari No Tameni ist heute ein besonders rares Album.

#### Die Dreigroschenoper
Von der Bitte um eine Gesamtaufnahme der Dreigroschenoper war James Last nicht sonderlich angetan. Er hielt die Musik von Kurt Weill eher für berechenbar als herausragend, hatte dann aber doch Ideen zur Realisierung. Sein Werk führte zu einer Meinungsverschiedenheit mit Lotte Lenya, der Witwe Weills, welche die Rechte nicht freigeben wollte, weil ein E-Bass den akustischen Bass ersetzen sollte. Sie konnte aber davon überzeugt werden, dass das Werk keinen Schaden nehmen würde. An der Aufnahme waren bedeutende Schauspieler und Sänger beteiligt, nämlich Hannes Messemer als Mackie Messer, Helmut Qualtinger als Peachum, Karin Baal als Polly, Martin Held als Londoner Polizeichef, Hanne Wieder als Spelunken-Jenny, Hans Clarin als Bettler und Franz Josef Degenhardt als Moritatensänger. Das Album, bestehend aus drei Langspielplatten, bekam den Deutschen Schallplattenpreis.

#### Classics up to Date
Auf Anregung von Polydor International führten die guten Erfahrungen mit der Dreigroschenoper zur Reihe Classics UpTo date, für die James Last klassische Werke bearbeitete. Last entnahm dem jeweiligen Werk das Hauptthema. Er setzte weniger Instrumente ein, gab den Streichern an manchen Stellen neue Noten und unterlegte dann einen leisen Rhythmus. Zunehmend anspruchsvollere Werke verlangten im Laufe der Jahre eine immer größere Besetzung, etwa die Symphonie Fantastique von Hector Berlioz ein komplettes Symphonieorchester. Bei den Klassikalben kam zusätzlich ein Chor zum Einsatz, der nur mitsummte und keinen Text hatte. Er unterstützte die Streicher und gab dem Klang damit mehr Wärme. Es handelte sich um den Bergedorfer Kammerchor, 40 Amateure unter der Leitung von Hellmut Wormsbächer, den Last beim Einspielen eines Weihnachtsalbums mit Freddy Quinn kennengelernt hatte. Die Alben fanden auch solche Kunden, die sich keine reine Klassik-Schallplatte zugelegt hätten. Sie wurden fast ausnahmslos jeweils über eine Million Mal verkauft, allerdings über einen langen Zeitraum.

#### James Last Op Klompen
Als zweite Polydor-Auslandsniederlassung nach Japan fragte die niederländische Niederlassung nach einem speziellen Album. Bei Op Klompen handelte es sich um niederländische Volkslieder, die ähnlich wie auf der Ännchen-von-Tharau-LP arrangiert waren. Die Platte wurde mit 250.000 verkauften Exemplaren zu einem derart großen Erfolg, dass man sogar in Deutschland danach fragte und sie dort schließlich ebenfalls ins Programm aufgenommen wurde, obwohl die Lieder weitgehend unbekannt waren. Bis 1992 folgten vier weitere niederländische Alben, die alle Gold- oder sogar Platinstatus errangen. Dem Auftritt bei der Show Grand Gala du Disque im Jahr 1969 folgten zahlreiche weitere Auftritte im dortigen Fernsehen, was eine anhaltende Popularität zur Folge hatte.
Mit In Scandinavia und Last of Old England entstanden entsprechende Alben für Skandinavien und Großbritannien, die ebenfalls den Goldstatus erzielten.

#### Hair
Das Musical Hair gefiel Last so gut, dass er ein ganzes Album mit allen Liedern des Musicals herausbrachte. Im Studio experimentierte man dabei mit zahlreichen Klangeffekten, weswegen dieses Werk einen Meilenstein in der Entwicklung der Band darstellt.

#### Beachparty
Um 1970 erhielten einige Musiker der Band eine Festanstellung beim NDR, sodass sie ersetzt werden mussten. Last nutzte die Gelegenheit, durch das Engagement ausländischer Musiker eine internationalere Richtung einzuschlagen. Zusätzlich wurde ein zweiter Chor mit in London ausgesuchten Sängern zusammengestellt. Als erste LP in dieser veränderten Besetzung kam Beachparty heraus. Von Beachparty erschienen sechs Ausgaben. Einige Plattenhüllen zeigten Bilder von Lasts Sommerurlaub-Strandpartys auf Sylt. Zu den „Moderner-Chor-Alben“ zählten Voodoo-Party, Happyning, Love Must Be The Reason. Sie erschienen genau wie Beachparty unter der Bezeichnung James Last and Company.
Nach langer Pause erschien 1994 mit My Soul wieder ein Chor-Album. Es sollte die Übernahme von Motown Records durch Polydor mit alten Motown-Titeln feiern, wurde allerdings nicht beworben, da sich herausstellte, dass die Rechte der Titel nicht bei Polydor lagen und damit die Gewinnspanne geringer gewesen wäre. Auf Beachparty ’95 sang der James-Last-Chor mit Gospel-Sängern aus Florida. Eine Single-Auskopplung unter dem Namen Word United konnte nur so lange im Programm einiger norddeutscher Radiosender untergebracht werden, bis die Plattenfirma verriet, dass es sich um das James-Last-Orchester handelte.

#### With Compliments
Im Herbst 1969 lud man Last zum vierten Festival Internacional de Cancāo Popular ein, um in der Jury mitzuwirken, zu der auch Henry Mancini, Francis Lai, Ray Conniff und Paul Simon gehörten. Über 2.000 Lieder aus 40 Ländern galt es zu bewerten, den Sieger ermittelte ein Finale im Maracanã vor über 100.000 Zuschauern. Die Eindrücke dieses Engagements in Brasilien fasste Last in dem Album With Compliments zusammen. In dem Album fanden sich der Siegertitel Cantiga por Luciana von Jimmy Webb und der Publikumsliebling Evie von Bill Medley sowie mit Andanca noch ein alter Siegertitel; außerdem einige Eigenkompositionen. Last spielte With Compliments mit großer Orchesterbesetzung ein.

#### Sing mit
Sing mit entsprach den Non-Stop-Dancing-Alben, verwendete aber nur deutsche Texte, sodass viele Hörer mitsingen konnten. Statt auf internationale Popmusik setzte man auf deutsche Schlager.
Der Ursprung dieser Reihe lag in der LP Voodoo-Party, die im Februar 1972 mit einem Konzert ohne Bestuhlung vorgestellt wurde, und da gerade Karneval war, bat man, verkleidet zu erscheinen. Der große Erfolg dieser Party verlangte im folgenden Jahr nach einer Wiederholung und man schuf eigens die „Sing mit'“-Platten, von der zehn Ausgaben, immer zur Karnevalszeit, erschienen. Die Feten in der Ernst-Merck-Halle in Hamburg begannen um 20 Uhr und endeten am nächsten Morgen nicht vor vier Uhr. Sie fanden bis zu dreimal hintereinander statt und waren mit 7000 Gästen stets ausverkauft. Halbstündlich wechselte sich Last mit einem Gaststar ab, darunter Baccara und Mr. Acker Bilk. Die Partys fanden zeitweise in Dortmund, Innsbruck, Köln und München statt. Ein Gastauftritt der Bückeburger Jäger erinnert an Lasts Ursprünge.
Bei einer Sing-mit-Party hatte auch der Trompeter Derek Watkins seinen ersten Auftritt mit der Band. Watkins übernahm viele Soloparts und wurde zu einem der wichtigsten Mitglieder der Band.

#### Well Kept Secret
Well Kept Secret (engl. für Wohlgehütetes Geheimnis) unterschied sich vollkommen von einem gewöhnlichen Last-Album.

„Die Titel sind eindeutig anders, als das, was man vorher von James Last von Europa kannte. Es hat ein Jazz-Touch, es ist rhythmisch viel härter.“

Last wollte 1975 mit diesem Experiment auf neue Ideen kommen und den Trott im Studio Hamburg einmal verlassen. Es handelte sich um ein Werk, das komplett in den USA mit dortigen Musikern entstanden war.

„Er hatte sofort Verbindungen zu den Musikern, er sprach die richtige Sprache, musikalische Sprache mit ihnen.“

Last wählte Titel aus, von denen er sich gute Chancen ausrechnete, dass sie von den großen Radiostationen der USA gespielt wurden. Obwohl das Album mit einer teuren Kampagne veröffentlicht wurde, eine aufwändig gestaltete Plattenhülle besaß und die Kritiker davon angetan waren, erreichte es nicht die erhofften Verkaufszahlen. Und für den deutschen Markt tendierte es zu sehr in Richtung Jazz, von Last erwartete man doch etwas anderes. Polydor Deutschland konnte sich ohnehin nicht für ein Werk begeistern, das nicht vollständig der eigenen Kontrolle unterlegen war.
Das Album ist 2008 unter dem Namen James Last in Los Angeles neu veröffentlicht worden.

#### Russland-Erinnerungen
Der einsame Hirte war ursprünglich für das Album Filmmusik ohne Filme vorgesehen, das ausschließlich Eigenkompositionen enthalten sollte. Daraus wurde aber nichts, sodass der Titel auf die zweite Russland-LP namens Russland Erinnerungen gelangte. Last hatte Gheorghe Zamfir und sein Zigeunerorchester in der Hamburger Musikhalle gehört, da dieser beim gleichen Tourneeveranstalter unter Vertrag war. So entstand die Idee, den einsamen Hirten auf der Panflöte spielen zu lassen, was Zamfir auch erstaunlich schnell gelang. Da Gheorghe Zamfir bei einer anderen Plattenfirma unter Vertrag war, einigte man sich, dass die Rechte für die Single Phonogram und für die Langspielplatte Polydor erhielt. Zamfir hatte schon in vielen Ländern Platten veröffentlicht und erlebte nun seinen Durchbruch. Er ging dann auch 1978 mit Last auf Tournee.
Bereits 1979 war Der einsame Hirte die Titelmelodie zur sechsteiligen Fernsehserie Das Gold der Wüste (Golden Soak). Mit 25 Jahren Verspätung ist Der einsame Hirte dann doch noch zu einer Filmmusik geworden, Quentin Tarantino verwendete ihn für seinen Film Kill Bill: Vol. 1. Dabei weist die zugehörige DVD fälschlicherweise Gheorghe Zamfir als Produzent des Titels aus.

#### Seduction
Seduction entstand nach Well kept secret als zweites Album komplett in den USA. Giorgio Moroder hatte für den Film American Gigolo einen Soundtrack komponiert, dessen Hauptthema The Seduction (Die Verführung) hieß. James Last komponierte mit seinem Sohn Ron acht Titel drumherum und nahm zunächst das Hauptthema in New York und dann den Rest in den Sound Lab Studios in Los Angeles auf, jeweils mit ausgezeichneten Studiomusikern, darunter Slyde Hyde, der auf Breakfast in America von Supertramp die Tuba gespielt hatte. Wenngleich die Single-Auskopplung in die Top 30 der US-Charts gelangte, konnte man nicht vom ganz großen Erfolg sprechen.

#### Biscaya
Die Titelnummer des Albums Biscaya gehört zu den größten Erfolgen Lasts. Es handelt sich um das erste Akkordeon-Album und um das erste, das zum größten Teil in Florida aufgenommen wurde. Außerdem kamen verstärkt elektronische Klangeffekte vor, da Last seine Musik weiterentwickeln wollte.
Biscaya ist untrennbar mit Jo Ment verbunden, der Last bereits aus der gemeinsamen Zeit beim NDR kannte. Er spielte ursprünglich Saxophon im James-Last-Orchester, begann aber schnell, bei Teldec selbst Schallplatten im ähnlichen Stil aufzunehmen und so trotz der Freundschaft zu einem Konkurrenten zu werden. Erst 1980 kam er zurück, diesmal mit dem Bandoneon, das er virtuos spielte.
Zwei Jahre später kam mit Paradiso ein weiteres Akkordeon-Album heraus. Darauf spielte Last sogar einige Titel selbst. Er behandelte das Akkordeon wie ein Klavier; das Instrument lag auf einem Tisch und zwei Personen bewegten den Blasebalg.
Den Synthesizer hat vor allem Tommy Eggert in das James-Last-Orchester eingeführt. Tommy war ein Schulfreund von Lasts Sohn Ron und hatte schon in jungen Jahren mit elektronischen Instrumenten experimentiert. 1977 erhielt er einen Anruf von Last, ob er mit seinem Mini Moog ins Studio kommen könne, man brauche einen elektronischen Effekt. Diese Zusammenarbeit wurde dann immer mehr ausgeweitet.

#### James Last in Scotland
Mit dem Album James Last in Scotland gab Last die Eindrücke wieder, welche das Orchester auf den Fahrten während der zahlreichen Tourneen durch Schottland gewann.

#### Traummelodien
Richard Clayderman und Last begegneten sich erstmals 1981 im Showexpress; zu diesem Zeitpunkt war eine Zusammenarbeit jedoch noch nicht möglich. Nachdem Clayderman aber seine Plattenfirma gewechselt hatte, regte man bei Polydor ein gemeinsames Album an mit dem Argument, Last sei in Großbritannien und Clayderman in Frankreich erfolgreich, zusammen könnten sie einander aufschaukeln.
Last sowie die beiden Clayderman-Produzenten Oliver Toussaint und Paul de Senneville schufen zwölf Titel für das 1990 erschienene Album Traummelodien. Es verkaufte sich derart gut, dass bereits ein Jahr später Serenaden folgte.

#### James Last Plays ABBA
Unter den Fans war der „Sound des 21. Jahrhunderts“ umstritten, wie ihn James Last Plays ABBA 2001 und New Party Classics darboten. Last wollte aber unbedingt etwas in diesem modernen Stil einspielen, der ohne Hall arbeitet. Die Töne wurden direkt an den Instrumenten abgenommen.

#### They Call Me Hansi
Zum 75. Geburtstag von Last plante seine Plattenfirma ein Album, das unterschiedliche Stilrichtungen und Künstler mehrerer Generationen vereinen sollte. Damit begab sich Last wieder in die frühen sechziger Jahre zurück, in denen er unterschiedlichste Sänger produzierte. Das Vorhaben gestaltete sich jedoch kompliziert. Elton John und Sting schieden aus rechtlichen Gründen aus, Orange Blue und Laith Al-Deen hingegen mochte die Plattenfirma nicht. So ging es mit vielen Vorschlägen, schließlich kam aber doch noch eine bunte Mischung heraus mit Herbert Grönemeyer, Jan Delay, RZA, Tom Jones, Nina Hagen, Xavier Naidoo, Hayley Westenra, Luciano Pavarotti, dessen Beitrag aber nicht in allen Ländern veröffentlicht werden durfte, und Till Brönner. Auf der Platte ist auch Elvis Presley mit dem von Last geschriebenen Titel Fool enthalten. Trotz der aufwendigen Produktion verkaufte sich das Album nicht sonderlich gut.

## Weitere erfolgreiche Kompositionen

### Titelmelodien und Filmmusik
Zu den sehr bekannten Eigenkompositionen Lasts gehören die Erkennungsmelodien von Radio Luxemburg („Happy Luxemburg“), der ZDF-Hitparade und der Fernsehserien Der Landarzt, Das Traumschiff und Zwei Münchner in Hamburg. Bei TV total wird Happy Music in verschiedenen Einspielern als Hintergrundmusik verwendet.
Des Weiteren ist die musikalische Untermalung deutscher Spielfilme zu nennen, vor allem in Morgens um sieben ist die Welt noch in Ordnung (1968) und Wenn süß das Mondlicht auf den Hügeln schläft (1969) sowie in Der Kapitän (1971) mit Heinz Rühmann. Auch für den Schlagerfilm Schwarzwaldfahrt aus Liebeskummer mit Roy Black in der Hauptrolle schrieb Last die Filmmusik.
2007 wählte die Constantin-Film Last aus, den gesamten Soundtrack für die Komödie Warum Männer nicht zuhören und Frauen schlecht einparken (Regisseur: Leander Haußmann) zu produzieren. Alle Songs wurden von Last komponiert und der Titelsong Der kleine Unterschied von der jungen deutschen Chansonsängerin Annett Louisan gesungen. Die Presse lobte die Filmmusik einhellig.

### Games That Lovers Play
Eine von Lasts international erfolgreichsten Kompositionen ist Games That Lovers Play geworden. Der Titel blieb zunächst unveröffentlicht. Last wandelte später die Gesangsstimmen in Trompeten um und brachte das Stück als Eine ganze Nacht heraus. Ein Hit wurde es dann durch Billy May. Dieser hörte zusammen mit seinem Sänger Eddie Fisher den Titel zufällig bei Studioaufnahmen und die beiden beschlossen, Eddie Snyder um einen englischen Text dafür zu bitten und ihn aufzunehmen. Der Titel wurde in dieser Version ein bedeutender Erfolg mit über 100 Coverversionen.

### Happy Heart
Die Komposition Happy Heart hatte Last bereits in den Papierkorb geworfen. Nachdem seine Frau sie aber beim Aufräumen entdeckt hatte, regte sie ihn dazu an, das Stück zu veröffentlichen. Happy Heart entwickelte sich zu einem Welthit, den unter anderem Andy Williams, Petula Clark und Peggy March sangen.

## Fernsehdokumentation
- James Last – Mit Happy Music um die Welt, Autor: Thomas Macho, 45 Min., NDR, 2019